# Homem-Aranha no cinema
Homem-Aranha é uma série de filmes e uma franquia de mídia norte-americana baseado no personagem homônimo da Marvel Comics criado por Stan Lee e Steve Ditko. Homem-Aranha é o alter ego de Peter Parker, um talentoso jovem fotógrafo freelancer e aspirante cientista, que ganhou habilidades sobre-humanas depois de ser mordido por uma aranha radioativa/geneticamente alterada. Os filmes solo do Homem-Aranha realizados a partir de 2002 - dez no total - são distribuídos e produzidos pela Sony Pictures, que adquiriu os direitos cinematográficos do personagem e seus derivados em 1999 por US$ 7 milhões.
A primeira mídia em live-action oficial onde o Homem-Aranha apareceu foi em The Electric Company, no programa focado especificamente no Homem-Aranha chamado Spidey Super Stories em 1974, onde o personagem era interpretado por Danny Seagren, embora uma versão não-oficial em uma mídia em live-action do Homem-Aranha tenha aparecido no fã filme Spider-Man de 1969. O primeiro filme em live-action baseado no Homem-Aranha foi o filme feito por fãs em curta-metragem Spider-Man de Donald F. Glut em 1969. Foi seguido por The Amazing Spider-Man em 1977, um filme feito para a televisão que estreou na rede CBS em 1977. Ele estrelou Nicholas Hammond como Homem-Aranha e foi projetado como um piloto backdoor para o que se tornou uma série de televisão episódica semanal. Outros dois telefilmes intitulados Spider-Man Strikes Back (1978) e Spider-Man: The Dragon's Challenge (1979) foram lançados, também estrelando Nicholas Hammond.
Em 1978, a Marvel fez uma parceria com a Toei para a criação de um tokusatsu live-action japonês do Homem-Aranha, intitulada Spider-Man (Supaidāman no original). Ao todo, 41 episódios foram lançados estrelando Shinji Todō como Takuya Yamashiro / Homem-Aranha. Um telefilme spin-off desse tokusatsu estreou em junho de 1978, intitulado Spider-Man.
Os direitos de outros filmes com o personagem foram adquiridos em 1985 e foram transferidos por várias empresas de produção e estúdios antes de serem adquiridos pela Sony Pictures Entertainment (Columbia Pictures), que contratou Sam Raimi para dirigir Spider-Man (2002), Spider-Man 2 (2004) e Spider-Man 3 (2007), estrelados por Tobey Maguire como Peter Parker. Era para um quarto filme chamado Spider-Man 4 estrear em março de 2011, ainda haviam planos para um quinto e sexto filme (Spider-Man 5 e Spider-Man 6), além de um filme spin-off baseado em Venom, todos os filmes sendo cancelados.
Em 2010, a Sony anunciou que a franquia seria reiniciada. Marc Webb foi contratado para dirigir os novos filmes, com Andrew Garfield estrelando Peter Parker, atuando nos filmes The Amazing Spider-Man (2012) e The Amazing Spider-Man 2: Rise of Electro (2014). Vários filmes dentro da franquia The Amazing Spider-Man foram anunciados e cancelados, como Silver & Black, The Amazing Spider-Man 3 e Sinister Six.
Diversos jogos eletrônicos baseados nos filmes do Homem-Aranha foram feitos, como Spider-Man (2002), Spider-Man 2 (2004), Spider-Man 3 (2007), The Amazing Spider-Man (2012), The Amazing Spider-Man 2 (2014), Spider-Man: Homecoming - Virtual Reality Experience (2017) e Spider-Man: Far From Home - Virtual Reality Experience (2019).
Em janeiro de 2015, a Sony demitiu Andrew Garfield após diversos problemas com o ator. Em fevereiro de 2015, a Sony e a The Walt Disney Company anunciaram um acordo para compartilhar os direitos cinematográficos do Homem-Aranha, levando a uma nova iteração do personagem sendo introduzida e integrada no Universo Cinematográfico Marvel. Esta versão mais jovem de Peter Parker cujo é interpretada por Tom Holland, e aparece em três filmes junto dos Vingadores, Capitão América: Guerra Civil (2016), Avengers: Infinity War (2018) e Avengers: Endgame (2019), e três aventuras próprias, Spider-Man: Homecoming (2017), Spider-Man: Far from Home (2019) e Spider-Man: No Way Home (2021), que se mantiveram distribuídas pela Sony. 
Em 2018, estreou o filme animado Spider-Man: Into the Spider-Verse, inspirado no arco de histórias Aranhaverso. Em 2023, estreou sua sequência Spider-Man: Across the Spider-Verse. Vários spin-offs destes filmes animados foram anunciados, como um filme de Miles Morales, Gwen-Aranha e Homem-Aranha Noir. 
Tendo ainda os direitos dos personagens conexos ao herói, a Sony eventualmente começou a lançar adaptações cinematográficas de vilões do Homem-Aranha, como Venom, filme baseado no vilão homônimo do Homem-Aranha, em 2018, o sucesso de Venom gerou uma trilogia, com Venom: Let There Be Carnage (2021) e Venom: The Last Dance (2024). A Sony eventualmente lançou novos filmes baseados nos personagens do Homem-Aranha em um universo compartilhado chamado Universo Homem-Aranha da Sony (SSU), além dos filmes do Venom, houve filmes solos de Morbius (personagem), Madame Teia (personagem) e Kraven the Hunter (personagem), em 2024.
Três projetos futuros desta série de filmes estão sendo trabalhados, Spider-Man: Brand New Day (2026), sequência de Spider-Man: No Way Home (2021), Spider-Noir (2026), série live-action inspirada no personagem Homem-Aranha Noir, interpretado por Nicolas Cage, e Spider-Man: Beyond the Spider-Verse (2027), sequência do filme animado Spider-Man: Across the Spider-Verse (2023).
Diversos filmes feitos por fãs foram produzidos, como Spider-Man (1969), 3 Dev Adam (1973), Spider-Man versus Kraven the Hunter (1974), Spider-Man: Panopticon (2022) e Spider-Man: Lotus (2023).
Os filmes do Homem-Aranha são a segunda franquia de filmes de maior bilheteria, tendo arrecadado mais de US$ 11,1 bilhões coletivamente, custando cerca de US$ 2,347 bilhões contando com o SSU, perdendo apenas para o Universo Cinematográfico Marvel. Com seu filme de maior bilheteria sendo Spider-Man: No Way Home (2021), com US$ 1,921,847,111.

## Filmes

### Filmes do século XX

#### Telefilmes da CBS
| Telefilmes da CBS                  | Telefilmes da CBS | Telefilmes da CBS | Telefilmes da CBS | Telefilmes da CBS | Telefilmes da CBS  |
| Filme                              | Data de lançamento | Diretor           | Roteiro           | História por      | Produtores         |
| ---------------------------------- | --- | ----------------- | ----------------- | ----------------- | ------------------ |
| The Amazing Spider-Man             | 14 de setembro de 1977 | E. W. Swackhamer  | Alvin Boretz      | Alvin Boretz      | Edward J. Montagne |
| The Amazing Spider-Man             | Enredo: Peter Parker (Nicholas Hammond), um fotógrafo freelancer para o Clarim Diário, é mordido por uma aranha radioativa e descobre que ganhou superpoderes, como super-força, agilidade e a capacidade de escalar paredes e tetos. Quando um misterioso Guru (Thayer David) coloca as pessoas sob o controle mental para roubar bancos e ameaça fazer dez novaiorquinos cometer suicídio sob seu comando, a menos que a cidade lhe pague US$ 50 milhões, Peter se torna o herói fantasiado Homem-Aranha para parar o diabólico esquema. As coisas tomam uma mudança ruim quando o vilão hipnotiza Peter Parker para ser uma das dez pessoas a saltar de um prédio sob seu comando. |                   |                   |                   |                    |
| Spider-Man Strikes Back            | 21 de dezembro de 1978 | Ron Satlof        | Robert Janes      | Robert Janes      | Ron Satlof         |
| Spider-Man Strikes Back            | Enredo: Na Universidade Estadual de Nova York, um dos tutores de Peter Parker acidentalmente deu a três alunos todos os materiais necessários para criar uma bomba atômica. Enquanto Peter Parker tenta descobrir o que aconteceu, a polícia suspeita dele, e Peter precisa lidar com uma jornalista atraente determinada a conseguir uma entrevista com o Homem-Aranha. Então, o milionário covarde Sr. White aparece e não medirá esforços para colocar as mãos na bomba atômica. O Homem-Aranha precisa derrotar esse vilão intrigante e impedi-lo de explodir o World Trade Center.                                                                                               |                   |                   |                   |                    |
| Spider-Man: The Dragon's Challenge | 9 de maio de 1981 | Don McDougall     | Lionel E. Siegel  | Lionel E. Siegel  | Ron Satlof         |
| Spider-Man: The Dragon's Challenge | Enredo: Min Lo Chan, um diplomata chinês e ex-amigo de J. Jonah Jameson durante a Segunda Guerra Mundial, precisa provar que não é um traidor de sua nação e pede a ajuda do ex-amigo para provar seu ponto de vista. Mas um industrial americano, Sr. Zeider, está tramando algo porque o homem pode comprometer seus planos na Ásia. Ele envia seus capangas para sequestrar sua filha Emily e pressionar o político. Peter não terá escolha a não ser assumir sua identidade secreta como Homem-Aranha para enfrentá-los. Uma aventura que o levará a Hong Kong. |                   |                   |                   |                    |

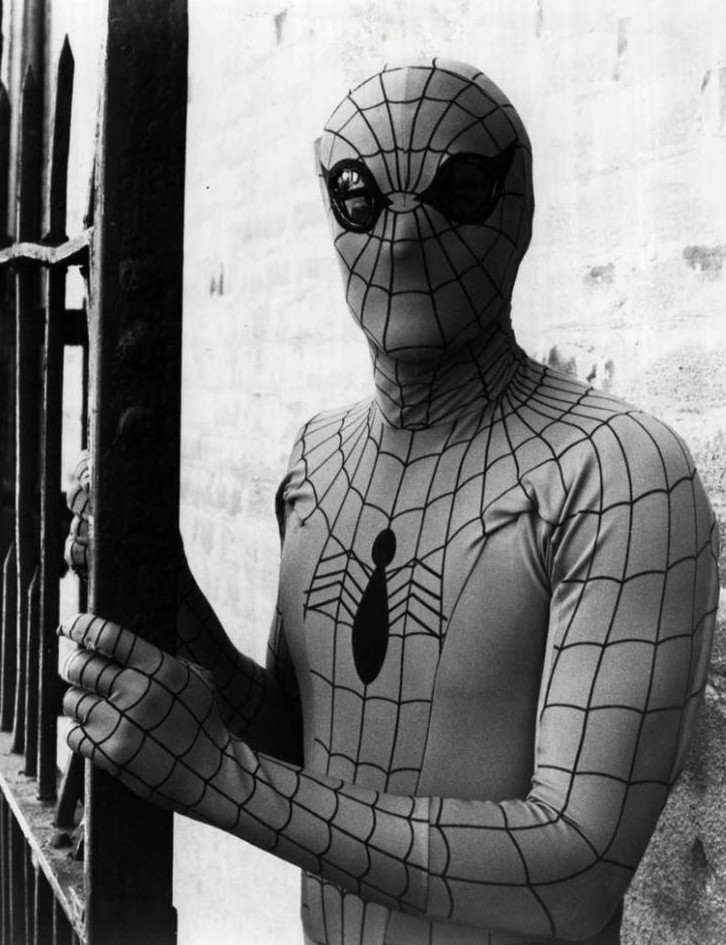
Nicholas Hammond interpretando o Homem-Aranha em 1977.

Três telefilmes foram lançados durante a década de 1970 pela CBS e a Danchuck Productions, estrelando Nicholas Hammond como Peter Parker / Homem-Aranha, além disso, uma série de televisão live-action também estrelando Hammond no papel principal foi lançada em 1977.

##### The Amazing Spider-Man(1977)
Peter Parker é um fotógrafo freelancer do Clarim Diário, é picado por uma aranha e descobre que ganhou superpoderes. Quando um misterioso Guru coloca as pessoas sob o controle mental para roubar bancos e ameaça fazer dez nova iorquinos cometer suicídio sob seu comando, Peter se torna o herói fantasiado Homem-Aranha para parar o diabólico esquema. As coisas tomam uma mudança ruim quando o vilão hipnotiza Peter Parker para ser uma das dez pessoas a saltar de um prédio sob seu comando.
Foi dirigido por E. W. Swackhamer, escrito por Alvin Boretz, foi estrelado por Nicholas Hammond como personagem titular, David White, Michael Pataki, Jeff Donnell e Thayer David.

##### Spider-Man Strikes Back(1978)
Após um dos tutores de Peter Parker em sua universidade acidentalmente dar a três alunos materiais necessários para a criação de uma bomba atômica, Peter precisa tentar descobrir o que aconteceu enquanto o milionário Sr. White quer colocar as mãos no projeto da bomba, o Homem-Aranha precisa derrotar esse vilão e impedi-lo de explodir o World Trade Center.
Foi dirigido por Ron Satlof, escrito por Robert Janes e estrela novamente Nicholas Hammond como o personagem titular, Robert Alda, Robert F. Simon, Joanna Cameron, e Michael Pataki.

##### Spider-Man: The Dragon's Challenge(1979)
O Homem-Aranha vai à China para ajudar um oficial acusado de traição na Segunda Guerra Mundial.
O filme teve um lançamento teatral no exterior, um composto do episódio de duas partes "Deadly Dust" do programa de televisão contemporâneo The Amazing Spider-Man lançado em 8 de maio de 1978. Foi dirigido por Ron Satlof, escrito por Robert Janes e estrela pela última vez Nicholas Hammond como o personagem titular, Robert Alda, Robert F. Simon, Joanna Cameron, e Michael Pataki.

#### Telefilme da Toei
| Telefilme da Toei | Telefilme da Toei | Telefilme da Toei | Telefilme da Toei | Telefilme da Toei | Telefilme da Toei |
| Filme             | Data de lançamento | Diretor           | Roteiro           | História por      | Produtores        |
| ----------------- | --- | ----------------- | ----------------- | ----------------- | ----------------- |
| Spider-Man        | 22 de junho de 1978 | Kōichi Takimoto   | Susumu Takahisa   | Saburo Yatsude    | Susumu Yoshikawa  |
| Spider-Man        | Enredo: O filme se passa entre o episódio 10 ("PTo the Flaming Hell: See the Tears of the Snake Woman") e 11 ("Professor Monster's Ultra Poisoning") do tokusatsu Spider-Man. O Exército da Cruz de Ferro está sabotando petroleiros com a ajuda de seu monstro, o Diabo do Mar, um peixe-espada antropomórfico semimecânico com a habilidade de atirar torpedos de sua boca. O Homem-Aranha emprega a ajuda do agente da Interpol Jūzō Mamiya para ajudá-lo a parar o Exército da Cruz de Ferro. O Homem-Aranha usa seu Marveller de controle remoto para impedir que o Diabo do Mar bombardeie um complexo industrial, fazendo seus mísseis explodirem no ar. Depois disso, o mestre do monstro o faz crescer gigante e o Homem-Aranha tem que usar seu Marveller para se transformar em um mecha gigante para lutar contra o monstro, depois que eles trocam golpes, o Homem-Aranha usa a espada gigante do mecha para desintegrar o Diabo do Mar. |                   |                   |                   |                   |

##### Spider-Man(1978)
O Exército da Cruz de Ferro sabota petroleiros com o Diabo do Mar, Takuya Yamashiro / Homem-Aranha pede ajuda a Jūzō Mamiya, um agente da Interpol para parar o Exército da Cruz de Ferro. Yamashiro usa seu Marveller chamado de Leopardon para impedir o Diabo do Mar de bombardear um complexo, posteriormente, o Homem-Aranha e Leopardon conseguem desintegrar o Diabo do Mar.
Este telefilme, também chamado de Supaidāman ou Homem-Aranha Japonês, foi lançado como spin-off da série de televisão live-action e tokusatsu Spider-Man, lançada no mesmo ano. Foi produzido pela Toei Company e estrela Shinji Todō como Takuya Yamashiro / Homem-Aranha, Todō já havia interpretado o mesmo personagem no tokusatsu de 1978.

### Desenvolvimento (1985-2002)

#### Cannon Films
O baixo desempenho de bilheteria de Superman III, de 1983, fez com que as adaptações para o cinema de propriedades de histórias em quadrinhos fossem uma baixa prioridade em Hollywood até o final da década de 1990. Em 1985, após uma breve opção sobre o Homem-Aranha de Roger Corman expirar, a Marvel Comics optou pela propriedade para a Cannon Films. Os chefes da Cannon, Menahem Golan, e seu primo Yoram Globus concordaram em pagar à Marvel Comics US$ 225.000 durante o período de opção de cinco anos, mais uma porcentagem das receitas de qualquer filme. No entanto, os direitos voltariam para a Marvel se um filme não fosse feito até abril de 1990.

#### Carolco Pictures / MGM
Menahem Golan, da 21st Century Fox, ainda se dedicava ativamente à montagem de "seu" Homem-Aranha, enviando o roteiro original de "Doc Ock" para licitações de produção. Em 1990, ele contatou a empresa canadense de efeitos especiais Light and Motion Corporation em relação aos efeitos visuais, que por sua vez ofereceu as tarefas de stop motion a Steven Archer. 
Perto do fim das filmagens de True Lies, a Variety anunciou que a Carolco Pictures havia recebido um roteiro completo de James Cameron. Este roteiro trazia os nomes de James Cameron, John Brancato, Ted Newsom, Barry Cohen e "Joseph Goldmari", uma mistura tipográfica do pseudônimo de Golan ("Joseph Goldman") com o executivo da Marvel Joseph Calamari. O texto do roteiro era idêntico ao que Golan enviou à Columbia no ano anterior, com a adição de uma nova data de 1993. O veterano de Cameron, Arnold Schwarzenegger, era frequentemente associado ao projeto como a escolha do diretor para Doutor Octopus.

#### Projeto de James Cameron
Meses depois, James Cameron enviou um "roteiro" de 57 páginas sem data com uma história alternativa (o registro de direitos autorais era datado de 1991), parte roteiro, parte esboço da história narrativa. O "roteiro" contava a origem do Homem-Aranha, mas usava variações dos personagens de quadrinhos Electro e Sandman como vilões. Este "Electro" (chamado Carlton Strand, em vez de Max Dillon) era uma paródia megalomaníaca de capitalistas corruptos. Em vez do personagem de Flint Marko, o "Sandman" de Cameron (simplesmente chamado Boyd) sofre mutação por um acidente envolvendo bilocação e mistura de átomos no estilo Experimento Filadélfia, em vez de ser pego em uma explosão nuclear em uma praia. A história culmina com uma batalha no topo do World Trade Center e tem Peter Parker revelando sua identidade para Mary Jane Watson. Além disso, o tratamento também era pesado em palavrões e tinha o Homem-Aranha e Mary Jane fazendo sexo na Ponte do Brooklyn.

#### Columbia Pictures
Enquanto isso, o diretor executivo da MGM/UA, John Calley, mudou-se para a Columbia Pictures. Intimamente familiarizado com o histórico legal da reivindicação do produtor Kevin McClory aos direitos de Thunderball e outros personagens e elementos relacionados a série James Bond, Calley anunciou que a Columbia produziria uma série alternativa de 007, baseada no "material McClory", que Calley adquiriu para a Columbia. A Columbia havia feito a paródia cinematográfica original de 1967 de Cassino Royale, uma produção não pertencente à Eon.
Ambos os estúdios agora enfrentavam projetos rivais, o que poderia minar sua própria estabilidade financeira e planos de longo prazo. A Columbia não tinha uma franquia de filmes consistente e buscava o Homem-Aranha desde 1989; a única fonte confiável de renda cinematográfica da MGM/UA era um novo filme de James Bond a cada dois ou três anos. Uma série alternativa de 007 poderia diminuir ou até mesmo eliminar o poder da longa série de Bond da MGM/UA. Da mesma forma, um filme do Homem-Aranha da MGM/UA poderia anular os planos da Columbia de criar uma fonte exclusiva de renda. Ambos os lados pareciam ter fortes argumentos para os direitos de fazer tais filmes.
Os dois estúdios fizeram uma troca em março de 1999; a Columbia renunciou aos seus direitos de criar uma nova série 007 em troca da MGM desistir de sua reivindicação sobre o Homem-Aranha. A Columbia adquiriu os direitos de todos os roteiros anteriores em 2000, mas exerceu opções apenas sobre o "Material Cameron", ou seja, tanto o roteiro multi-autor completo quanto o roteiro subsequente. Outras fontes relatam que a Sony, proprietária da Columbia, concordou em pagar US$ 10 milhões, mais 5% da receita bruta de qualquer filme e metade da receita de produtos de consumo. Depois de mais de uma década de tentativas, o Homem-Aranha realmente entrou em produção e, desde então, todos os filmes do Homem-Aranha foram produzidos e distribuídos pela Columbia Pictures, a principal holding de produção cinematográfica da Sony. Os três primeiros foram dirigidos por Sam Raimi, e o reboot e sua sequência foram dirigidos por Marc Webb. Laura Ziskin atuou como produtora até sua morte em junho de 2011.

### Filmes de Sam Raimi

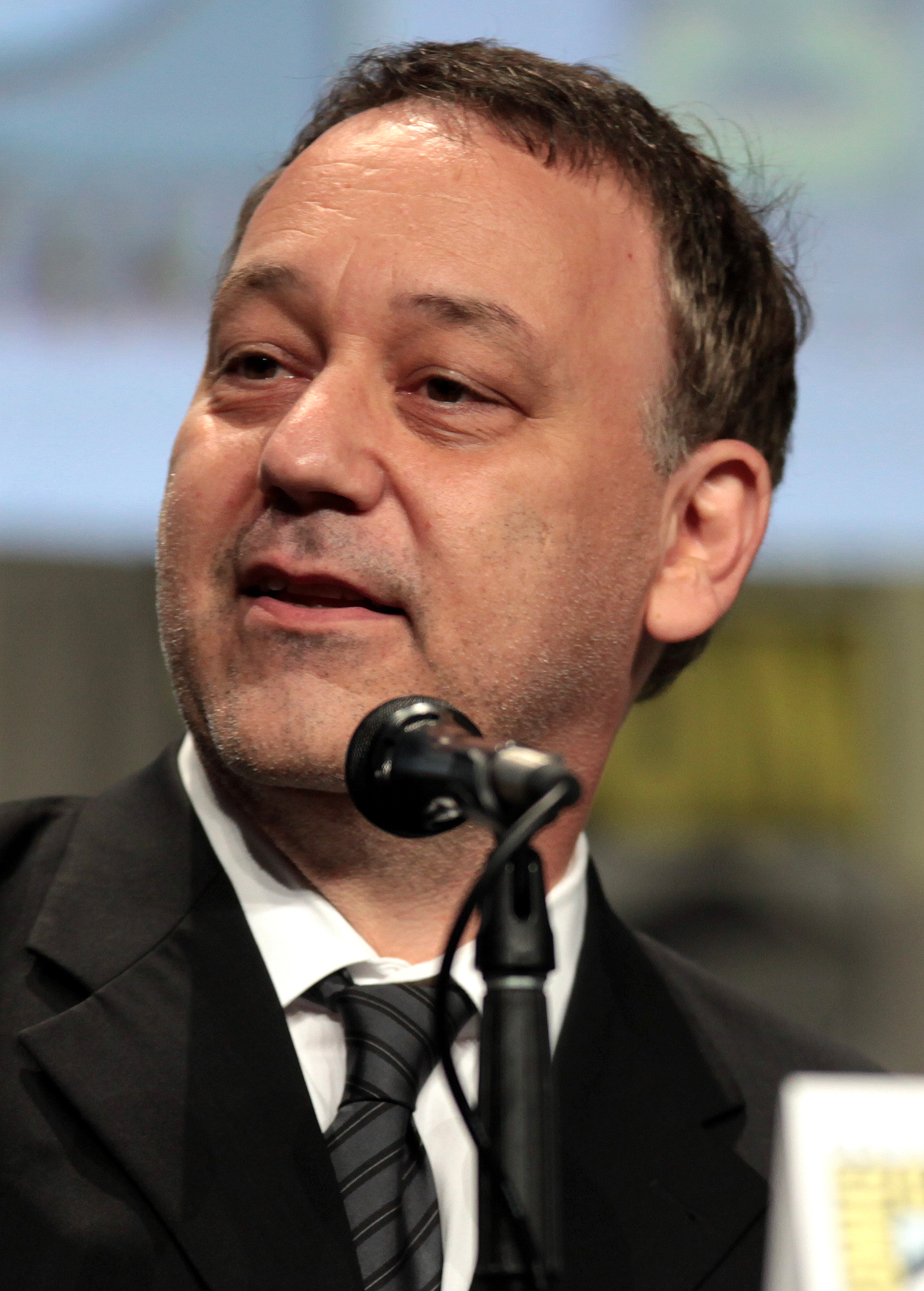
O diretor Sam Raimi em 2014.

| Filmes de Sam Raimi | Filmes de Sam Raimi | Filmes de Sam Raimi | Filmes de Sam Raimi                   | Filmes de Sam Raimi                         | Filmes de Sam Raimi                   |
| Filme               | Data de lançamento | Diretor             | Roteiro                               | História por                                | Produtores                            |
| ------------------- | --- | ------------------- | ------------------------------------- | ------------------------------------------- | ------------------------------------- |
| Spider-Man          | 3 de maio de 2002 | Sam Raimi           | David Koepp                           | David Koepp                                 | Laura Ziskin e Ian Bryce              |
| Spider-Man          | Enredo: Depois de ser mordido por uma aranha geneticamente modificada, o adolescente Peter Parker (Tobey Maguire) desenvolve habilidades sobre-humanas semelhantes às de uma aranha e adota uma identidade de super-herói mascarado para combater o crime e a injustiça na cidade de Nova York, enfrentando o sinistro Duende Verde (interpretado por Willem Dafoe) no processo. |                     |                                       |                                             |                                       |
| Spider-Man 2        | 30 de junho de 2004 | Sam Raimi           | Alvin Sargent                         | Alfred Gough, Miles Millar e Michael Chabon | Laura Ziskin e Avi Arad               |
| Spider-Man 2        | Enredo: Ambientado dois anos após os eventos do primeiro filme, Homem-Aranha 2 mostra Peter Parker lutando para impedir o cientista Dr. Otto Octavius de recriar o perigoso experimento que matou sua esposa e o deixou neurologicamente fundido a tentáculos mecânicos, ao mesmo tempo em que lida com uma crise existencial entre suas identidades duplas que parecem estar tirando seus poderes. |                     |                                       |                                             |                                       |
| Spider-Man 3        | 4 de maio de 2007 | Sam Raimi           | Sam Raimi, Ivan Raimi e Alvin Sargent | Sam Raimi e Ivan Raimi                      | Laura Ziskin, Avi Arad e Grant Curtis |
| Spider-Man 3        | Enredo: O filme é ambientado meses após os eventos de Homem-Aranha 2 e acompanha Peter Parker se tornando um fenômeno cultural por ser o Homem-Aranha, enquanto Mary Jane continua a sua carreira na Broadway. Harry Osborn ainda procura vingança pela morte de seu pai, e um perigoso fugitivo, Flint Marko, cai em um acelerador de partículas e é transformado em um manipulador de areia que muda de forma, o Homem Areia. Ao mesmo tempo, um simbionte extraterrestre cai no planeta Terra e influencia pessoas como Peter a mudar seu comportamento para o pior. Quando Peter abandona o simbionte, o extraterrestre encontra refúgio em Eddie Brock Jr., um fotógrafo rival de Peter no Clarim Diário, fazendo com que Peter enfrente seu maior desafio. |                     |                                       |                                             |                                       |

#### Spider-Man(2002)
Lançado em 1 de maio de 2002, no qual Peter Parker (Tobey Maguire) ganha poderes após ser picado por uma aranha geneticamente modificada, e enfrenta o vilão Duende Verde (Willem Dafoe). O filme foi recebido com criticas positivas e arrecadou um total de US$ 821.708.551 em bilheterias.

##### Jogo eletrônico
Inspirado e feito para divulgar o filme de mesmo nome, estreou duas semanas antes do filme, o que gerou alguns spoilers da história do mesmo.

##### Trilha sonora
foi lançado no dia 4 de junho de 2002. Ele apresenta faixas compostas por Danny Elfman, que combina a tradicional orquestração, percussão e elementos de eletrônica. O CD foi lançado pela gravadora Sony.

#### Spider-Man 2(2004)
Lançado em 26 de junho de 2004, no qual a vida de Peter está um caos devido à sua vida dupla como o Homem-Aranha, e o cientista Otto Octavius (Alfred Molina) acaba por se tornar o vilão Doutor Octopus, após um experimento fracassado. O filme foi aclamado pela crítica e arrecadou um total de US$ 783.766.341, sendo considerado por muitos o melhor filme do Homem-Aranha.

##### Trilha sonora
Foi lançado em 22 de junho de 2004 pela gravadora Sony.

#### Spider-Man 3(2007)
Lançado em 16 de abril de 2007, no qual Peter tem sua vida alterada após um extraterrestre se unir a seu uniforme, e enfrenta o criminoso Homem-Areia / Flint Marko (Thomas Haden Church), assassino de seu tio Ben, bem como seu amigo Harry Osborn, o novo Duende Verde (James Franco), quer vingar a morte de seu pai, e Eddie Brock / Venom (Topher Grace), um repórter rival que se une ao extraterrestre. O filme recebeu criticas mistas e arrecadou um total de US$ 890.871.626.

### Filmes de Marc Webb

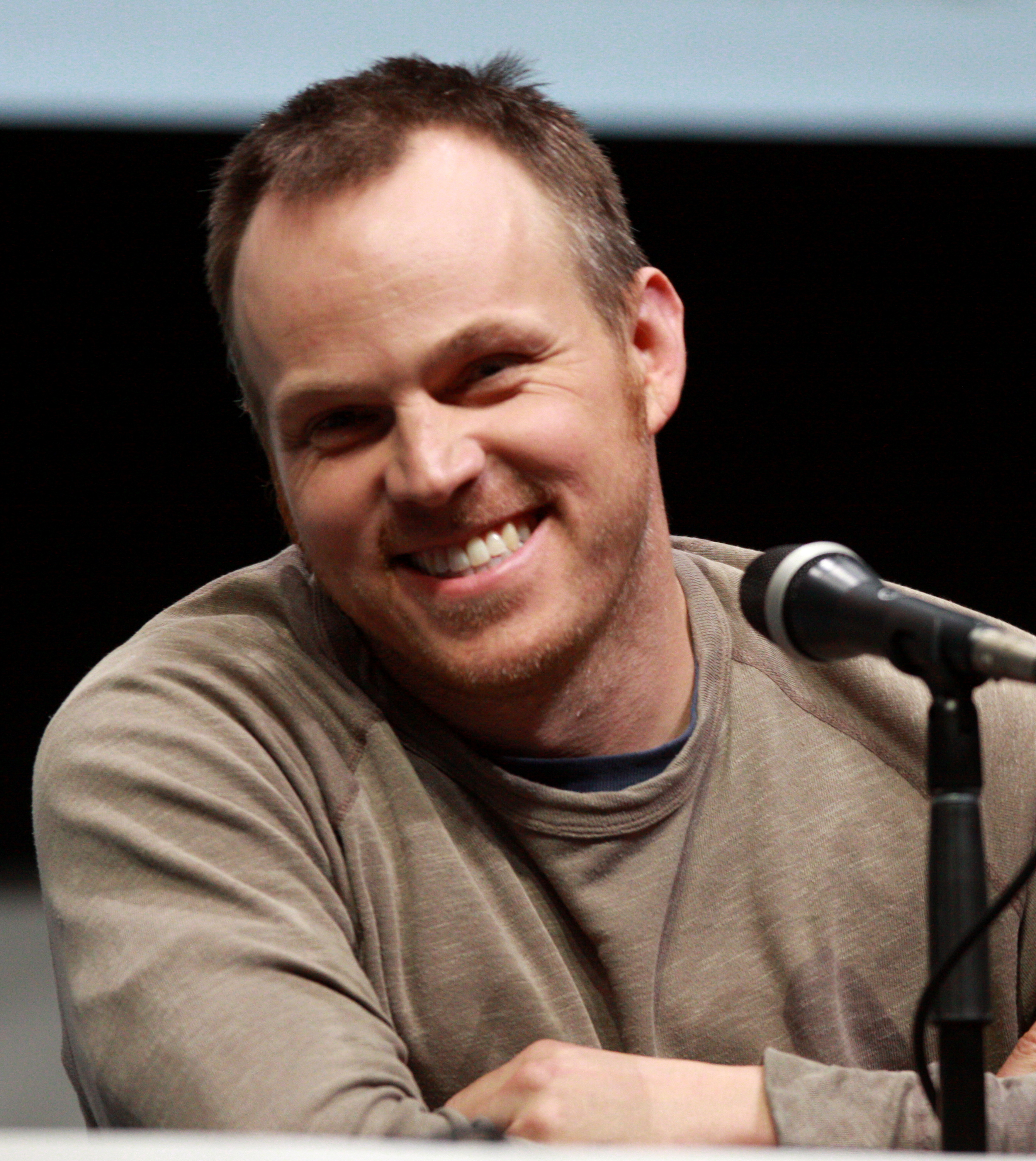
O diretor Marc Webb em 2013.

Garfield interpretando o personagem.

| Filmes de Marc Webb      | Filmes de Marc Webb | Filmes de Marc Webb | Filmes de Marc Webb                            | Filmes de Marc Webb                                          | Filmes de Marc Webb                   |
| Filme                    | Data de lançamento | Diretor             | Roteiro                                        | História                                                     | Produtores                            |
| ------------------------ | --- | ------------------- | ---------------------------------------------- | ------------------------------------------------------------ | ------------------------------------- |
| The Amazing Spider-Man   | 3 de julho de 2012 | Marc Webb           | James Vanderbilt, Alvin Sargent e Steve Kloves | James Vanderbilt                                             | Laura Ziskin, Avi Arad e Matt Tolmach |
| The Amazing Spider-Man   | Enredo: Investigando sobre a morte de seus pais, Peter Parker vai à Oscorp Industries pedir respostas ao antigo colega de trabalho de seu pai, Dr. Curt Connors, ele acaba sendo picado por uma aranha radioativa e ganha poderes. Enquanto o Dr. Curt Connors cria um soro para recuperar seu braço perdido, mas acaba se tornando um lagarto gigante. |                     |                                                |                                                              |                                       |
| The Amazing Spider-Man 2 | 2 de maio de 2014 | Marc Webb           | Alex Kurtzman, Roberto Orci e Jeff Pinkner     | Alex Kurtzman, Roberto Orci, Jeff Pinkner e James Vanderbilt | Avi Arad e Matt Tolmach               |
| The Amazing Spider-Man 2 | Enredo: Dois anos após os eventos do primeiro filme, Peter Parker se separa de sua namorada, Gwen Stacy. O presidente da Oscorp, Norman Osborn, morre de uma doença genética, e seu filho Harry Osborn vai herdar a doença, Harry acha que o sangue do Homem-Aranha pode curá-lo e pede ajuda a Peter para encontrar o Homem-Aranha, Peter recusa ajudar Harry e ele se torna o Duende Verde. Enquanto Max Dillon, um funcionário da Oscorp, acaba caindo num tanque de enguias elétricas, se tornando o Electro. |                     |                                                |                                                              |                                       |

#### The Amazing Spider-Man(2012)
A Sony anunciou que a franquia seria um reboot com um novo diretor e novo elenco. The Amazing Spider-Man foi lançado em 3 de julho de 2012 em 3D e IMAX 3D, e focou em Peter Parker (Andrew Garfield) desenvolvendo suas habilidades, no ensino médio e seu relacionamento com Gwen Stacy (Emma Stone). Ele luta contra o Lagarto, a forma monstruosa do Dr. Curt Connors (Rhys Ifans), ex-parceiro de seu pai e cientista da OsCorp.

##### Jogo eletrônico
Uma semana antes do lançamento do filme, a Beenox lançou o jogo The Amazing Spider-Man, inspirado no enredo do próprio filme, ele se passa alguns meses após o filme.
A Gameloft fez um port do jogo para dispositivos móveis em 2012.

##### Trilha sonora
composta por James Horner, lançado pela Sony Classical Records.

#### The Amazing Spider-Man 2: Rise of Electro(2014)
O filme se passa dois anos após os eventos do primeiro filme. Peter Parker se forma no colegial, continua suas funções de combate ao crime como Homem-Aranha, enquanto combate o Electro (Jamie Foxx), um manipulador de eletricidade, reacende seu relacionamento com Gwen Stacy e encontra seu velho amigo Harry Osborn (Dane DeHaan), que está morrendo lentamente de uma doença genética.

##### Jogo eletrônico
Lançado com um enredo inspirado no filme, o jogo, diferente do filme, possui Cletus Kasady / Carnificina como vilão principal.
A Gameloft fez um port do jogo para dispositivos móveis em 2014.

##### Trilha sonora
Composta por Hans Zimmer.

### Universo Cinematográfico Marvel
| Filmes no Universo Cinematográfico Marvel | Filmes no Universo Cinematográfico Marvel | Filmes no Universo Cinematográfico Marvel | Filmes no Universo Cinematográfico Marvel                                                         | Filmes no Universo Cinematográfico Marvel | Filmes no Universo Cinematográfico Marvel |
| Filme                                     | Data de lançamento | Diretor                                   | Roteiro                                                                                           | História por                              | Produtores                                |
| ----------------------------------------- | --- | ----------------------------------------- | ------------------------------------------------------------------------------------------------- | ----------------------------------------- | ----------------------------------------- |
| Spider-Man: Homecoming                    | 7 de julho de 2017 | Jon Watts                                 | Jonathan Goldstein, John Francis Daley, Jon Watts, Christopher Ford, Chris McKenna e Erik Sommers | Jonathan Goldstein e John Francis Daley   | Kevin Feige e Amy Pascal                  |
| Spider-Man: Homecoming                    | Enredo: 6 meses após os eventos de Captain America: Civil War (2016), Peter Parker (Tom Holland) quer se tornar um Vingador e precisa derrotar o vilão Adrian Toomes / Abutre (Michael Keaton) e sua gangue formada por Mac Gargan (Michael Mando) e Herman Schultz / Shocker (Bokeem Woodbine), que possuem um passado sombrio com Tony Stark / Homem de Ferro (Robert Downey Jr.). |                                           |                                                                                                   |                                           |                                           |
| Spider-Man: Far From Home                 | 2 de julho de 2019 | Jon Watts                                 | Chris McKenna e Erik Sommers                                                                      | Jonathan Goldstein e John Francis Daley   | Kevin Feige e Amy Pascal                  |
| Spider-Man: Far From Home                 | Enredo: Alguns meses depois de Avengers: Endgame (2019), Peter Parker e sua turma vão viajar na Europa. Enquanto isso, o ilusionista Quentin Beck / Mysterio (Jake Gyllenhaal) faz a mente de Nick Fury (Samuel L. Jackson), Maria Hill (Cobie Smulders) e a S.H.I.E.L.D. pensando que super vilões feitos de elementos terrestres vão destruir o mundo, Fury recruta Peter para tentar impedir os Elementais. Homem-Aranha acaba descobrindo sobre a farsa de Beck e consegue impedi-lo de causar um caos em Londres, Reino Unido. |                                           |                                                                                                   |                                           |                                           |
| Spider-Man: No Way Home                   | 17 de dezembro de 2021 | Jon Watts                                 | Chris McKenna e Erik Sommers                                                                      | Jonathan Goldstein e John Francis Daley   | Kevin Feige e Amy Pascal                  |
| Spider-Man: No Way Home                   | Enredo: Uma semana depois de Spider-Man: Far From Home (2019), Mysterio revela a identidade do Homem-Aranha, além de forjar imagens falando que Peter o matou. Parker pede ajuda ao Doutor Estranho (Benedict Cumberbatch) que falha em um feitiço de esquecimento, fazendo com que pessoas que sabem que o Peter Parker é o Homem-Aranha de todos os universos para o Universo Cinematográfico Marvel. Entre eles, estão Peter Parker / Homem-Aranha, Peter Parker / Homem-Aranha, Dr. Curt Connors / Lagarto, Max Dillon / Electro, Dr. Otto Octavius / Doutor Octopus, Norman Osborn / Duende Verde, Flint Marko / Homem Areia e Eddie Brock / Venom (Universo Homem-Aranha da Sony) (Tom Hardy). No final, Doutor Estranho faz um outro feitiço no qual fez todas as pessoas esquecerem da existência de Peter Parker. |                                           |                                                                                                   |                                           |                                           |
| Spider-Man: Brand New Day                 | 31 de julho de 2026 | Destin Daniel Cretton                     | Erik Sommers Chris McKenna                                                                        | Erik Sommers Chris McKenna                | Kevin Feige e Amy Pascal                  |

##### Acordo de licenciamento com a Marvel Studios

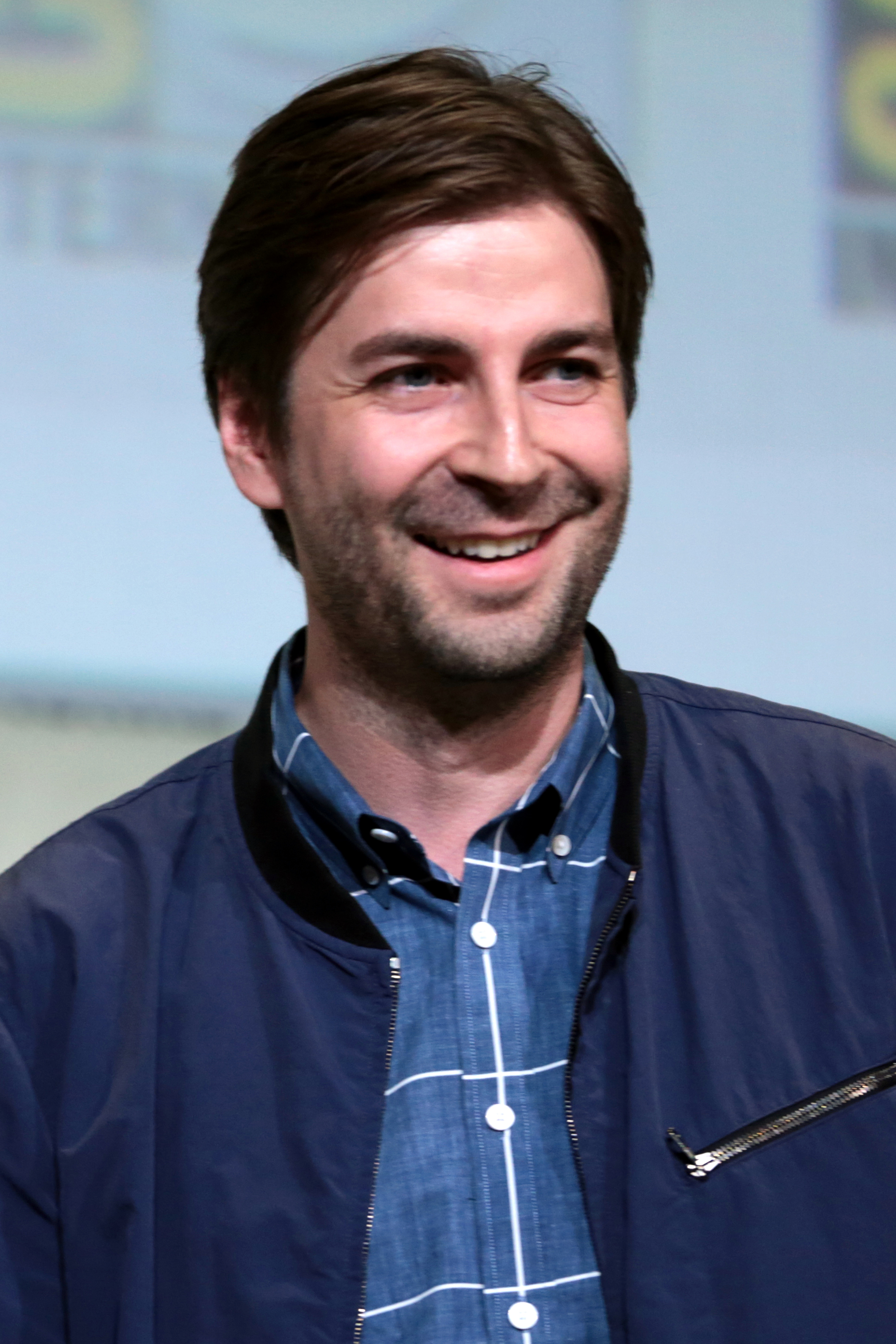
O diretor Jon Watts em 2016.

Em dezembro de 2014, após o hackeamento dos computadores da Sony Pictures, revelou-se que a Sony e a Marvel tinham discussões sobre permitir que o Homem-Aranha aparecesse no filme Capitão América: Guerra Civil, de 2016, com o controle dos direitos cinematográficos do personagem permanecendo com Sony. No entanto, as conversas entre os estúdios desanimaram. Em vez disso, a Sony considerou ter Sam Raimi retornando para dirigir uma nova trilogia.
No entanto, em 9 de fevereiro de 2015, a Sony Pictures e a Marvel Studios anunciaram que o Homem-Aranha apareceria no Universo Cinematográfico Marvel, com o personagem aparecendo em um filme do Universo Cinematográfico Marvel e a Sony lançando um filme do Homem-Aranha co-produzido pelo co-presidente da Marvel Studios, Kevin Feige, e Amy Pascal. A Sony Pictures continuará a possuir, financiar, distribuir e exercer o controle criativo final sobre os filmes do Homem-Aranha. No próximo mês, o CCO da Marvel Entertainment, Joe Quesada, indicou que a versão Peter Parker do personagem seria usada, que Feige confirmou em abril. Feige também afirmou que a Marvel estava trabalhando para adicionar o Homem-Aranha ao UCM desde pelo menos outubro de 2014. Em junho de 2015, Feige esclareceu que o acordo inicial da Sony não permite que o personagem apareça em nenhuma série de televisão do UCM.

###### Iron Man 2(2010)
Uma cena em Homem de Ferro 2 mostra um garoto na StarkExpo com uma máscara de brinquedo do Homem de Ferro em frente á um dos drones de Justin Hammer, sendo salvo pelo Homem de Ferro. Em junho de 2017, foi confirmado que a Marvel Studios tornou cânone uma popular teoria dos fãs de que o menino é de fato um Peter Parker mais novo, fazendo retroactivamente Homem de Ferro 2 a primeira aparição do personagem no Universo Cinematográfico Marvel. Max Favreau, filho do diretor do filme, Jon Favreau, interpretou o pequeno Peter Parker.

###### Ant-Man(2015)
Após o acordo de licenciamento com a Sony, a primeira referência oficial do personagem no Universo Cinematográfico Marvel está no final de Homem-Formiga, em que Luis afirma que Sam Wilson / Falcão está procurando por Scott Lang / Homem-Formiga, e fala sobre um cara que balança, salta e escala paredes. O diretor do filme, Peyton Reed, confirmou esta referência como o primeiro reconhecimento da existência do Homem-Aranha dentro da franquia.

###### Captain America: Civil War(2016)
Os relatórios indicaram que o filme do UCM que o Homem-Aranha apareceria como parte do acordo seria Capitão América: Guerra Civil. Joe e Anthony Russo, os diretores de Capitão América: Guerra Civil, fizeram pressão durante meses para incluir o personagem no filme. Anthony Russo afirmou que, apesar da Marvel dizer-lhes que tinha um "plano B" se o acordo com a Sony falhasse, os Russo nunca criaram um porque "era muito importante para nós reintroduzir" o Homem-Aanha no filme, acrescentando: "Nós só imaginamos o filme com o Homem-Aranha." No final de maio de 2015, Asa Butterfield, Tom Holland, Judah Lewis, Matthew Lintz, Charlie Plummer e Charlie Rowe fizeram teste de tela para o papel principal, diante de Robert Downey Jr., que interpreta o Homem de Ferro, por química. Os seis foram escolhidos a partir de uma pesquisa de mais de 1.500 atores para teste na frente de Feige, Pascal e os irmãos Russo. Em junho, Feige e Pascal reduziram os atores considerados para Holland e Rowe. Ambos foram testados novamente com Downey, com Holland também testando com Chris Evans, que interpreta o Capitão América, e se tornou o favorito. Em 23 de junho de 2015, a Sony Pictures e a Marvel Studios anunciaram conjuntamente que Holland interpretaria o Homem-Aranha. No mês seguinte, Marisa Tomei estava em negociações para o papel de May Parker, aparecendo depois em Guerra Civil.
No filme, Parker é recrutado por Tony Stark / Homem de Ferro para se juntar a sua equipe de Vingadores para impedir Steve Rogers / Capitão América e sua facção de Vingadores de se oporem aos Acordos de Sokovia. Durante a luta com Rogers e seu time, Parker prova ser um adversário formidável e ajuda a derrubar Scott Lang / Homem-Formiga em sua forma gigante. Ao voltar para casa, Parker descobre novas implementações da StarkTech em seu traje, que ele recebeu de Stark.

#### Spider-Man: Homecoming(2017)
Spider-Man: Homecoming foi lançado em 7 de julho de 2017. O filme é dirigido por Jon Watts, com um roteiro de Jonathan M. Goldstein e John Francis Daley e Watts & Christopher Ford e Chris McKenna e Erik Sommers. Holland, Tomei e Downey reprisam seus papéis como Peter Parker / Homem-Aranha, May Parker e Tony Stark / Homem de Ferro, respectivamente, e são acompanhados por Michael Keaton, que interpreta Adrian Toomes / Abutre. A produção começou em junho de 2016 em Atlanta, Geórgia e terminou em outubro.
Situado aproximadamente dois meses depois de Capitão América: Guerra Civil, Parker sob a tutela de Stark continua a combater o crime em Nova York ao lidar com a ameaça de um novo vilão chamado Abutre.

##### Trilha sonora
composta por Michael Giacchino. O álbum da trilha sonora foi lançado pela Sony Masterworks em 7 de julho de 2017.

###### Avengers: Infinity War(2018)
Em outubro de 2016, Holland disse que a possibilidade de ele aparecer em Avengers: Infinity War estava "no ar", mas que "algum tipo de acordo está na mistura" com a Sony para ele aparecer. Holland foi finalmente confirmado para aparecer em Infinity War como parte do elenco lançado em fevereiro de 2017.
Parker se junta ao Homem de Ferro, Doutor Estranho e os Guardiões da Galáxia, lutando contra Thanos nas ruínas de seu planeta natal, Titã. No entanto, Parker está entre os muitos heróis que perecem depois de Thanos estalar os dedos com uma Manopla do Infinito completa, que destrói metade de toda a vida no universo.

###### Avengers: Endgame(2019)
Holland foi confirmado para fazer parte de Avengers: Endgame em abril de 2017.
Depois de morrer em Avengers: Infinity War, Parker é ressuscitado por Bruce Banner e se junta aos Vingadores e seus aliados em um confronto contra Thanos e seu exército no norte de Nova York. Na conclusão da batalha, Parker lamenta a morte de Tony Stark com Pepper Potts, War Machine, Capitão América e Thor antes de retornar ao ensino médio para se reunir com seu melhor amigo Ned e assistir ao funeral de Stark com tia May.

#### Spider-Man: Far From Home(2019)
Em dezembro de 2016, a Sony Pictures anunciou uma sequencia de Spider-Man: Homecoming, a ser lançada em 5 de julho de 2019. Em junho de 2017, Feige afirmou que o filme seria intitulado de maneira semelhante a Homecoming, usando uma legenda, e não teria um número no título. Um ano depois, Holland revelou o título do filme como Homem-Aranha: Longe de Casa. Holland, Tomei e Favreau repetem seus papéis de Homecoming e se juntam a Jake Gyllenhaal como Quentin Beck / Mystério. Em Far From Home, outros personagens das instalações do MCU repetem seus papéis, como Samuel L. Jackson e Cobie Smulders aparecendo como Nick Fury e Maria Hill, respectivamente. Em abril de 2019, a Sony Pictures mudou a data de lançamento para 2 de julho de 2019.
O filme, ambientado após os eventos de Avengers: Endgame, mostra Parker e seus amigos indo para a Europa nas férias de verão, onde Peter é forçado a se unir com Fury e Mysterio em sua luta contra os Elementais, enquanto lida com a morte de Tony e a pressão em se tornar o "próximo Homem de Ferro".

##### Trilha sonora
composta por Michael Giacchino. O álbum da trilha sonora foi lançado pela Sony Classical em 28 de junho de 2019.

#### Spider-Man: No Way Home(2021)
Em agosto de 2019, a Marvel Studios e a Sony quebraram o contrato do personagem cancelando do Universo Cinematográfico Marvel. No entanto, em setembro de 2019 a Marvel e a Sony chegam a um novo acordo e o presidente da Marvel Studios, Kevin Feige, anuncia o terceiro filme do Homem-Aranha planejado para dezembro de 2021, que arrecadou 1,922 bilhão.
Após Mysterio revelar que Peter Parker é o Homem-Aranha, Peter pede ajuda a Doutor Estranho, que falha em um feitiço de esquecimento, fazendo com que pessoas de todo o multiverso que sabem a identidade do Homem-Aranha vão até o MCU. Peter Parker precisa deter vilões de outros filmes do Homem-Aranha como Duende Verde, Doutor Octopus e Homem Areia da trilogia de Sam Raimi, Electro e Lagarto da duologia de Marc Webb, enquanto Peter (UCM) recebe ajuda de Peter Parker / Homem-Aranha (duologia de Marc Webb) e Peter Parker / Homem-Aranha (trilogia de Sam Raimi).

##### Trilha sonora
composta por Michael Giacchino. O álbum da trilha sonora foi lançado pela Sony Classical em 17 de dezembro de 2021.

#### Spider-Man: Brand New Day(2026)
Em agosto de 2019, um quarto filme da franquia estava em desenvolvimento com No Way Home. Em fevereiro de 2021, Holland disse que No Way Home era o último filme de seu contrato, mas que esperava continuar interpretando o Homem-Aranha no futuro, se solicitado. Em outubro, Holland disse que No Way Home estava sendo tratado como "o fim de uma franquia" que começou com Homecoming, com quaisquer filmes solo adicionais apresentando os personagens do Homem-Aranha do MCU sendo diferentes da primeira trilogia de filmes e apresentando uma mudança de tom. Um mês depois, Holland disse que não tinha certeza se deveria continuar fazendo filmes do Homem-Aranha e sentiu que teria "feito algo errado" se ainda estivesse interpretando o personagem na casa dos trinta. Ele expressou interesse em um filme com foco na versão do Homem-Aranha de Miles Morales. Apesar disso, Pascal esperava continuar trabalhando com Holland em futuros filmes do Homem-Aranha. Mais tarde, em novembro, Pascal disse que havia planos para outra trilogia de filmes do Homem-Aranha estrelando Holland, com o trabalho no primeiro deles prestes a começar, embora a Sony ainda não tivesse planos oficiais para mais filmes do Homem-Aranha do MCU.

### Filmes do Universo Homem-Aranha da Sony e spin-offs
| Spin-offs                   | Spin-offs | Spin-offs       | Spin-offs                                    | Spin-offs                                                                                |
| Filme                       | Data de lançamento | Diretor(es)     | Roteirista(s)                                | Produtor(es)                                                                             |
| --------------------------- | --- | --------------- | -------------------------------------------- | ---------------------------------------------------------------------------------------- |
| Venom                       | 5 de outubro de 2018 | Ruben Fleischer | Jeff Pinkner, Scott Rosenberg e Kelly Marcel | Avi Arad, Matt Tolmach e Amy Pascal                                                      |
| Venom                       | Enredo: Após ser demitido por confrontar Carlton Drake de vários crimes cometidos na Life Foundation, Eddie Brock é demitido do Globo Diário. Ele invade a Life Foundation e acaba se unindo a um simbionte chamado Venom. Enquanto isso, Drake se une a um outro simbionte chamado Riot, e os dois planejam fazer uma invasão de simbiontes na Terra. |                 |                                              |                                                                                          |
| Venom: Let There Be Carnage | 1 de outubro de 2021 | Andy Serkis     | Kelly Marcel                                 | Avi Arad, Matt Tolmach, Amy Pascal, Kelly Marcel, Tom Hardy e Hutch Parker               |
| Venom: Let There Be Carnage | Enredo: Um ano depois do primeiro filme, Eddie está investigando sobre o serial killer Cletus Kasady, que se une a um simbionte herdeiro de Venom chamado Carnificina. No final do filme, o chefe de polícia Patrick Mulligan é morto pelo herdeiro de Carnificina chamado Toxina. Na cena pós-créditos, Eddie e Venom estão no México, quando são levados ao MCU devido ao feitiço fracassado do Doutor Estranho, eles veem uma notícia do Clarim Diário sobre o Homem-Aranha. |                 |                                              |                                                                                          |
| Morbius                     | 1 de abril de 2022 | Daniel Espinosa | Matt Sazama e Burk Sharpless                 | Avi Arad, Matt Tolmach e Lucas Foster                                                    |
| Morbius                     | Enredo: Dr. Michael Morbius, um médico brilhante, usou seu próprio sangue para capturar morcegos escondidos em cavernas em um lugar chamado Montanha da Morte na Costa Rica. Ele nasceu com uma doença incurável e foi hospitalizado com seu novo melhor amigo Lucien (Milo) em uma unidade médica administrada por Emile Nicolas, um médico na Grécia. No entanto, após consertar um mau funcionamento no sistema de suporte de vida de Milo, Emile o apoiou a usar seus talentos de uma maneira melhor, ajudando-o a entrar em uma escola nos Estados Unidos e, quando se tornou adulto, tornou-se um médico indicado ao Prêmio Nobel. Após retornar da Costa Rica, ele removeu os órgãos sugadores de sangue dos morcegos capturados e os combinou com células humanas para produzir células quimeras e criar soro. No entanto, Morbius, que não lhe resta muito tempo de vida, recebe ajuda de Milo, que sofre da mesma doença, e, em um navio-tanque preparado para o experimento, injeta em si mesmo o soro completo, transformando-o em uma criatura semelhante a um vampiro, sedenta por sangue, e matando todos os mercenários que percebessem algo errado. Mas isso foi apenas o começo do pesadelo. |                 |                                              |                                                                                          |
| Madame Web                  | 14 de fevereiro de 2024 | S. J. Clarkson  | Matt Sazama e Burk Sharpless                 | Lorenzo di Bonaventura, Erik Howsam e Palak Patel                                        |
| Madame Web                  | Enredo: Cassandra Webb ganha poderes de ver o futuro, ela então precisa impedir que pessoas morram enquanto Mary Parker está grávida de Peter Parker. Em uma visão do futuro, Madame Teia vê que suas amigas se tornam Mulheres-Aranhas. |                 |                                              |                                                                                          |
| Venom: The Last Dance       | 25 de outubro de 2024 | Kelly Marcel    | Art Marcum, Matt Holloway e Richard Wenk     | Avi Arad, Matt Tolmach e Amy Pascal                                                      |
| Venom: The Last Dance       | Enredo: Ao voltar do MCU, Eddie Brock e Venom descobrem que estão sendo caçados pelo governo americano pelo assassinato de Patrick Mulligan, morto pelo simbionte do Toxina. Enquanto isso, Knull, o Deus dos Simbiontes está os caçando em busca do Códex. |                 |                                              |                                                                                          |
| Kraven the Hunter           | 13 de dezembro de 2024 | J.C. Chandor    | Art Marcum, Matt Holloway e Richard Wenk     | Avi Arad, Matt Tolmach, Amy Pascal, Hutch Parker, Jonathan Cavendish e Angus More Gordon |
| Kraven the Hunter           | Enredo: O filme explora o relacionamento de Sergei Kravinoff / Kraven, o Caçador com seu pai e seu caminho para se tornar o maior caçador do mundo. |                 |                                              |                                                                                          |

O trabalho em um universo expandido usando personagens de apoio dos filmes da franquia Homem-Aranha começou em dezembro de 2013. A Sony planejava usar a duologia The Amazing Spider-Man (2012-2014) para lançar vários filmes spin-offs focados nos vilões tradicionais do Homem-Aranha dos quadrinhos, incluindo filmes do Venom. Após o relativo fracasso crítico e financeiro de The Amazing Spider-Man 2, esses planos foram abandonados e, em fevereiro de 2015, a Sony anunciou um acordo para colaborar com a Marvel Studios em futuros filmes do Homem-Aranha e integrar o personagem ao Universo Cinematográfico Marvel (MCU). Esse relacionamento produziu os filmes Spider-Man: Homecoming (2017), Spider-Man: Far From Home (2019) e Spider-Man: No Way Home (2021), antes de ser renegociado para compartilhar o Homem-Aranha de Tom Holland entre o MCU e o Universo Homem-Aranha da Sony. Enquanto isso, Venom foi redesenhado como um filme fora da mitologia do Homem-Aranha e foi anunciado como o primeiro filme no universo compartilhado da Sony em maio de 2017, com seu lançamento sendo em outubro de 2018.

#### Venom(2018)
A Sony começou o desenvolvimento de um filme do Venom depois que o personagem fez sua estreia nos cinemas em Homem-Aranha 3 (2007). Depois de várias interações e projetos, o trabalho em uma nova versão começou em março de 2017, com a intenção de iniciar um novo universo compartilhado com os personagens da Marvel para os quais a Sony possuía os direitos cinematográficos; A Sony também pretendia que o filme compartilhasse o mesmo mundo do filme Spider-Man: Homecoming, que conseguiu ser integrado ao UCM após um acordo entre a Sony e a Marvel Studios. Rosenberg e Pinkner foram chamados para escrever o roteiro, com Fleischer e Hardy se juntando a equipe do filme em maio de 2017. As filmagens começaram em outubro de 2017 nas cidades de Atlanta, Nova Iorque e São Francisco.

#### Venom: Let There Be Carnage(2021)
Kraven the Hunter (2024)Os planos para uma sequência de Venom começaram durante a produção do filme, com Harrelson fazendo uma breve aparição como Cletus Kasady no final de Venom, com a intenção de ele interpretar o papel de vilão em uma possível sequência. O trabalho começou em janeiro de 2019, com Marcel e o elenco principal confirmados para retornar. Serkis foi contratado em agosto e as filmagens começaram em novembro no Leavesden Studios na Inglaterra.
Venom: Let There Be Carnage foi lançado nos Estados Unidos em 1 de outubro de 2021. Apesar da recepção morna por parte dos críticos, foi um sucesso de bilheteria.

#### Morbius(2022)
Depois de anunciado o plano de um novo universo compartilhado de filmes inspirado pelos personagens de Homem-Aranha começando por Venom (2018), Sony revelou desenvolver um filme baseado em Morbius. Sazama e Sharpless roteirizado em novembro de 2017, com Jared Leto e Espinosa sendo oficialmente confirmados em 2018. Os trabalhos começaram próximos ao fim do ano com elenco futuro, com a produção começando em fevereiro de 2019. A confirmação da conclusão das filmagens ocorreram em junho de 2019. Leto foi atraído pela luta do personagem contra a doença e as implicações morais de um herói que tem sede de sangue. Achando o papel surpreendentemente desafiador, uma vez que era menos dirigido ao personagem do que suas performances anteriores e mais próximo de sua personalidade da vida real, não exigindo sua abordagem de atuação conhecida. Matt Smith após recusar outros papéis em filmes de super-heróis, juntou-se a este devido o envolvimento de Daniel Espinosa e incentivo de sua ex-colega de elenco de Doctor Who Karen Gillan (interpreta Nebulosa no Universo Cinematográfico Marvel - MCU). Espinosa encorajou Smith a dar um desempenho ousado e vilão. Joseph Esson retrata um jovem Milo.

#### Madame Web(2024)
A Sony começou o desenvolvimento de um filme baseado na Madame Web para seu universo compartilhado em setembro de 2019, com Sharpless e Sazama contratados para escrever um roteiro. Clarkson ingressou no projeto em maio de 2020, e Johnson foi escalado no início de 2022, seguido por elencos adicionais nos meses seguintes. As filmagens começaram em meados de Julho de 2022, ocorrendo em Boston e em todo Massachusetts até setembro, antes de filmar em Nova Iorque e no México, para uma conclusão esperada em meados de outubro.

#### Venom: The Last Dance(2024)
Hardy revelou em agosto de 2018 que foi contratado para aparecer em um terceiro filme de Venom e o desenvolvimento começou em dezembro de 2021, após o lançamento do segundo filme. Marcel e Hardy estavam escrevendo o roteiro em junho de 2022, e Marcel deveria dirigir em outubro. As filmagens começaram no final de junho de 2023 na Espanha, mas foram interrompidas no mês seguinte devido à greve SAG-AFTRA de 2023. As filmagens foram retomadas em novembro após o fim da greve, e foram concluídas no final de fevereiro de 2024.
Venom: The Last Dance foi lançado nos Estados Unidos no dia 25 de outubro de 2024, enquanto foi lançado um dia antes no Brasil. O filme teve uma recepção mista por parte dos críticos, mas se saiu bem nas bilheterias.

#### Kraven the Hunter(2024)
O personagem Kraven, da Marvel Comics, sempre foi pauta e tentou ser adaptado no quarto filme do Homem-Aranha do diretor Sam Raimi antes do filme ser cancelado em 2010 por conta do reboot da franquia. A Sony Pictures anunciou planos em dezembro de 2013 para seu filme The Amazing Spider-Man 2 (2014) para estabelecer um universo compartilhado – inspirado no Universo Cinematográfico Marvel (MCU) – baseado nas propriedades da Marvel que detinham os direitos. Kraven foi provocado nesse filme, com seu diretor Marc Webb expressando interesse em ver o personagem aparecer no filme. Em fevereiro de 2015, a Sony e a Marvel Studios anunciaram uma nova parceria para co-produzir o filme Homem-Aranha: De Volta ao Lar (2017), além de integrar o personagem Homem-Aranha com o MCU da Marvel. A Sony anunciou seu próprio universo compartilhado, "Universo Homem-Aranha da Sony", em Maio de 2017. A Sony pretendia que isso fosse um "adjunto" de seus filmes do Homem-Aranha no MCU, apresentando propriedades relacionadas ao Homem-Aranha começando com Venom (2018). O estúdio estava considerando um filme de Kraven para o universo. Enquanto desenvolvia o filme do MCU Pantera Negra (2018), o diretor Ryan Coogler esperava incluir Kraven no filme por causa de uma cena na história em quadrinhos do Pantera Negra de Christopher Priest que tinha T'Challa lutando contra Kraven, mas a Marvel Studios notificou Coogler que a Sony tinha os direitos do filme para Kraven, então eles não tinham permissão para usá-lo em outros filmes do MCU.

### Filmes do Aranhaverso
| Filmes do Aranhaverso               | Filmes do Aranhaverso | Filmes do Aranhaverso                             | Filmes do Aranhaverso                       | Filmes do Aranhaverso | Filmes do Aranhaverso    |
| Filme                               | Data de lançamento | Diretor                                           | Roteiro                                     | História por          | Produtores               |
| ----------------------------------- | --- | ------------------------------------------------- | ------------------------------------------- | --------------------- | ------------------------ |
| Spider-Man: Into the Spider-Verse   | 14 de dezembro de 2018 | Bob Persichetti Peter Ramsey Rodney Rothman       | Phil Lord Rodney Rothman                    | Phil Lord             | Kevin Feige e Amy Pascal |
| Spider-Man: Into the Spider-Verse   | Enredo: Após a morte de Peter Parker / Homem-Aranha (Terra-1610) (Chris Pine) tentando impedir Wilson Fisk / Rei do Crime (Liev Schreiber) de criar um colisor multiversal, Miles Morales (Shameik Moore) é picado por uma aranha radioativa vindo da Terra-42, ganhando super poderes. Enquanto isso, outras versões do Homem-Aranha foram mandadas para a Terra-1610, como Gwen Stacy / Mulher-Aranha (Hailee Steinfeld), Peter Parker / Homem-Aranha Noir (Nicolas Cage), Peter Porker / Porco-Aranha (John Mulaney) e Peni Parker / SP//dr (Kimiko Glenn). Todos conseguem ir para casa e Miles se torna o novo Homem-Aranha de seu universo. |                                                   |                                             |                       |                          |
| Spider-Man: Across the Spider-Verse | 2 de junho de 2023 | Joaquim Dos Santos Kemp Powers Justin K. Thompson | Phil Lord Christopher Miller David Callaham | Phil Lord             | Kevin Feige e Amy Pascal |
| Spider-Man: Across the Spider-Verse | Enredo: Cinco meses após o primeiro filme, Miles Morales conhece o super vilão Dr. Jonathann Ohnn / O Mancha (Jason Schwartzman), que possui o poder de abrir buracos de minhoca no espaço-tempo. Ohnn tenta destruir todo o Aranhaverso para provar ser superior a Morales. Enquanto isso, Miles é caçado pela Sociedade-Aranha de Miguel O'Hara / Homem-Aranha 2099 (Oscar Isaac), por ter ganhado poderes de uma aranha que não era pertencente de seu universo. Miles tenta escapar e acaba indo para a Terra-42, o universo da aranha que tinha o picado, e descobre o Miles Morales (Jharrel Jerome) daquele universo que se tornou o vilão Gatuno. Enquanto isso, Gwen Stacy / Mulher-Aranha está formando uma equipe de Homens-Aranhas que vão contra a Sociedade-Aranha. |                                                   |                                             |                       |                          |
| Spider-Man: Beyond the Spider-Verse | 4 de junho de 2027 | Joaquim Dos Santos Kemp Powers Justin K. Thompson | Phil Lord Christopher Miller David Callaham | Phil Lord             | Kevin Feige e Amy Pascal |

#### Spider-Man: Into the Spider-Verse(2018)
Após a morte de Peter Parker / Homem-Aranha (Terra-1610), Miles Morales é picado por uma aranha radioativa de outra dimensão que lhe dá poderes de aranha, enquanto isso, Wilson Fisk / Rei do Crime está fazendo um super colisor multiversal que teletransporta versões alternativas do Homem-Aranha para o universo de Miles.
Em abril de 2015, a Sony anunciou que Phil Lord e Chris Miller estavam escrevendo e produzindo uma comédia animada do Homem-Aranha em desenvolvimento na Sony Pictures Animation. Conforme revelado pelo vazamento de e-mails um ano antes, a dupla tinha sido previamente cortejada pela Sony para assumir a divisão de animação do estúdio. Originalmente programado para ser lançado em 21 de dezembro de 2018, a Sony anunciou em 26 de abril de 2017 que o filme será lançado uma semana antes, em 14 de dezembro de 2018. A presidente da Sony Pictures Animation, Kristine Belson, revelou o logotipo do filme, com o título de produção Animated Spider-Man, no CinemaCon 2016, e declarou que "conceitualmente e visualmente, [o filme] abrirá novas bases para o gênero de super-herói." Em 20 de junho de 2016, The Hollywood Reporter informou que Bob Persichetti dirigirá o filme animado. A Sony anunciou que Miles Morales será o Homem-Aranha no filme e Peter Ramsey servirá como co-diretor.

#### Spider-Man: Across the Spider-Verse(2023)
5 meses após o primeiro filme, Miles Morales se torna o Homem-Aranha da Terra-1610, é quando Gwen Stacy / Mulher-Aranha / Spider-Gwen aparece só para visitar Miles, ele entra dentro de um portal que Gwen foi para a terra do Homem-Aranha Indiano, porém, o Dr. Jonathan Ohnn / O Mancha quer destruir todo o aranhaverso e Miguel O'Hara / Homem-Aranha 2099 cria a Sociedade Aranha para impedir o Mancha. Miguel conta a Miles que a aranha que lhe deu os poderes não era da dimensão dele e que ele é uma anomalia multiversal, após Miles conseguir fugir de vários Homens-Aranhas, ele chega a Terra-42, a terra de onde a aranha radioativa tinha lhe picado, e encontra uma versão de si mesmo como o vilão Gatuno.
No final de novembro de 2018, antes do lançamento de Spider-Man: Into the Spider-Verse no mês seguinte, a Sony Pictures Animation havia começado o desenvolvimento de uma sequência do filme, devido ao "burburinho incrível" em torno do projeto. A sequência foi definido para continuar a história de Miles Morales / Homem-Aranha de Shameik Moore, trabalhar a partir de "sementes [que foram] plantadas" durante todo o primeiro filme. Joaquim Dos Santos e David Callaham foram escalados para dirigir e escrever o filme, respectivamente, com Amy Pascal voltando do primeiro filme como produtora. Os outros produtores do primeiro filme (Phil Lord, Christopher Miller, Avi Arad e Christina Steinberg) também deveriam retornar para a sequência em alguma capacidade. A Sony confirmou oficialmente a sequência em novembro de 2019, estabelecendo uma data de lançamento para 8 de abril de 2022. Lord e Miller foram confirmados para retornar como produtores. Ao fazer alterações em sua programação de filmes em abril de 2020 devido à pandemia de COVID-19, a Sony mudou a data de lançamento do filme para 7 de outubro de 2022. Em fevereiro de 2021, Miller revelou que ele e Lord estavam trabalhando no o roteiro do filme com Callaham e disse que Peter Ramsey serviria como produtor executivo na seqüência após co-dirigir o primeiro filme.

#### Spider-Man: Beyond the Spider-Verse(2027)
A Sony começou a desenvolver uma sequência de Into the Spider-Verse antes do lançamento do filme em 2018 e, eventualmente, optou por dividi-lo em dois filmes que foram oficialmente anunciados em dezembro de 2021. O título do terceiro filme foi anunciado em abril de 2022, antes das gravações de voz terem sido suspensa em julho de 2023 devido à greve da SAG-AFTRA de 2023. Após o fim da greve em novembro do mesmo ano, a produção do filme foi retomada.
O filme será dirigido por Joaquim Dos Santos, Kemp Powers e Justin K. Thompson e incluirá a dublagem de Jason Schwartzman.

### Fã Filmes
Vários filmes feito por fãs do Homem-Aranha foram feitos, o primeiro sendo o curta-metragem Spider-Man de Donald F. Glut em 1969. Outros fã filmes conhecidos incluem: 3 Dev Adam (1973), Spider-Man versus Kraven the Hunter (1974) (perdido), Spider-Man: Panopticon (2022) e Spider-Man: Lotus (2023).

### Filmes Cancelados

#### Spider-Mandirigido por James Cameron
Após o anúncio do filme Spider-Man, em 1997, James Cameron enviou um "roteiro" de 57 páginas sem data com uma história alternativa (o registro de direitos autorais era datado de 1991), parte roteiro, parte esboço da história narrativa. O "roteiro" contava a origem do Homem-Aranha, mas usava variações dos personagens de quadrinhos Electro e Sandman como vilões. Este "Electro" (chamado Carlton Strand, em vez de Max Dillon) era uma paródia megalomaníaca de capitalistas corruptos. Em vez do personagem de Flint Marko, o "Sandman" de Cameron (simplesmente chamado Boyd) sofre mutação por um acidente envolvendo bilocação e mistura de átomos no estilo Experimento Filadélfia, em vez de ser pego em uma explosão nuclear em uma praia. A história culmina com uma batalha no topo do World Trade Center e tem Peter Parker revelando sua identidade para Mary Jane Watson. Além disso, o tratamento também era pesado em palavrões e tinha o Homem-Aranha e Mary Jane fazendo sexo na Ponte do Brooklyn.
Este tratamento refletiu elementos de roteiros anteriores: do tratamento de Stevens, atiradores de teias orgânicos e um vilão que tenta o Homem-Aranha a se juntar a uma "raça superior" de mutantes; do roteiro original e reescrito, tempestades elétricas estranhas causando apagões, eventos magnéticos estranhos e bilocação; do rascunho de Ethan Wiley, um vilão viciado em superpoderes tóxicos e múltiplas aranhas experimentais, uma das quais escapa e morde Peter, causando um pesadelo alucinatório que invoca A Metamorfose de Franz Kafka; do roteiro de Frank LaLoggia, uma nevasca de dinheiro roubado caindo sobre os nova-iorquinos surpresos; e do roteiro de Neil Ruttenberg, um ataque criminoso à Bolsa de Valores de Nova York. Em 1991, a Carolco Pictures estendeu o acordo de opção da Golan com a Marvel até maio de 1996, mas em abril de 1992, a Carolco encerrou a produção ativa do Homem-Aranha devido a contínuos problemas financeiros e legais. Durante esse tempo, Leonardo DiCaprio foi considerado para Peter Parker / Homem-Aranha; Maggie Smith como Tia May; Robyn Lively como Mary Jane Watson; R. Lee Ermey como J. Jonah Jameson; Michael Biehn como Boyd / Sandman; e Lance Henriksen como Carlton Strand / Electro.

#### Spider-Man 4(2011)
Em 2007, o Homem-Aranha 4 entrou em desenvolvimento, com Raimi ligado para dirigir e Maguire, Dunst e outros membros do elenco definidos para reprisar seus papéis. Tanto um quarto quanto um quinto filme foram planejados e, em um momento, a ideia de filmar as duas sequências simultaneamente estava sob consideração. No entanto, Raimi declarou em março de 2009 que apenas o quarto filme estava em desenvolvimento naquela época, e que se houvesse um quinto e um sexto filmes, esses dois filmes seriam na verdade uma continuação um do outro. O roteirista de Zodíaco, James Vanderbilt, foi contratado pela Sony Pictures em outubro de 2007 para escrever o roteiro após relatos iniciais em janeiro de que a Sony estava em contato com David Koepp, que escreveu o primeiro filme do Homem-Aranha. O roteiro estava sendo reescrito por David Lindsay-Abaire e Gary Ross em novembro de 2008 e outubro de 2009. A Sony também contratou Vanderbilt para escrever roteiros para Homem-Aranha 5 e Homem-Aranha 6.

#### The Amazing Spider-Man 3(2018) e spin-offs
Em junho de 2013, a Sony anunciou as datas de lançamento dos próximos dois filmes do Homem-Aranha após O Espetacular Homem-Aranha 2. O terceiro filme estava programado para ser lançado em 10 de junho de 2016 e o quarto para ser lançado em 4 de maio de 2018. Paul Giamatti confirmou que retornaria como Rino no terceiro filme após sua breve aparição em O Espetacular Homem-Aranha 2. novembro daquele ano, o chefe da Sony Pictures Entertainment, Michael Lynton, disse aos analistas: "Temos muita ambição de criar um universo maior em torno do Homem-Aranha. Há vários roteiros em andamento". Garfield afirmou que seu contrato era para três filmes e não tinha certeza de seu envolvimento no quarto filme. Em fevereiro de 2014, a Sony anunciou que Webb retornaria para dirigir o terceiro filme. Em março, Webb afirmou que não dirigiria o quarto filme, mas gostaria de permanecer como consultor da série. Roberto Orci disse à IGN em julho que não estava trabalhando no terceiro filme devido ao seu envolvimento em Star Trek Beyond (2016). Alex Kurtzman afirmou em uma entrevista que o terceiro filme ainda estava em produção contínua e que havia a possibilidade de ver um filme da Gata Negra e da Sabre de Prata intitulado Silver & Black, que posteriormente começou a ser desenvolvido no Universo Homem-Aranha da Sony, mas também foi cancelado. A Sony anunciou mais tarde em julho que The Amazing Spider-Man 3 havia sido adiado para 2018. Após o anúncio em fevereiro de 2015 de uma nova série com a Marvel Studios, as sequências de The Amazing Spider-Man 2 foram canceladas. Em julho de 2015, Denis Leary, que interpretou George Stacy em ambos os filmes, revelou que o terceiro filme em um ponto fez o Homem-Aranha "pegar esta fórmula e regenerar as pessoas em sua vida que morreram".

#### Filmes cancelados do Universo Homem-Aranha da Sony
Em dezembro de 2024, a Sony cancelou todos os projetos futuros relacionados ao Universo Homem-Aranha da Sony, após o fracasso crítico e financeiro de Morbius, Madame Web e Kraven the Hunter.
- Spider-Woman, um filme baseado em Jessica Drew / Mulher-Aranha.
- El Muerto, um filme baseado no personagem homônimo.
- Silk, um filme baseado na personagem homônima.
- Silver & Black, um filme baseado nas personagens Felicia Hardy / Gata Negra e Silver Sable / Sabre de Prata.
- Nightwatch, um filme baseado no personagem homônimo.
- Sinister Six, um filme baseado no grupo de vilões homônimo.

## Animação

### Animações em Lego (2013-2020)
De 2013 até 2019, várias animações baseadas em Lego Marvel Super Heroes foram lançadas, incluindo baseadas em Lego Spider-Man. Entre as aparições do Homem-Aranha nestes curtas-metragens, incluem Lego Marvel Super Heroes: Maximum Overload (2013), Lego Marvel Super Heroes: Avengers Reassembled (2015), Lego Marvel Spider-Man: Vexed by Venom (2019), Lego Marvel Avengers: Climate Conundrum (2020). Além disso, o Homem-Aranha Lego faz uma pequena aparição no filme Spider-Man: Across the Spider-Verse (2023).
| LEGO                                           | LEGO | LEGO                          | LEGO                         | LEGO                         | LEGO |
| Filme                                          | Data de lançamento | Diretor                       | Roteiro                      | História por                 | Produtores                                                                                              |
| ---------------------------------------------- | --- | ----------------------------- | ---------------------------- | ---------------------------- | --- |
| Lego Marvel Super Heroes: Maximum Overload     | 6 de novembro de 2013 | Greg Richardson               |                              |                              | |
| Lego Marvel Super Heroes: Maximum Overload     | Enredo: Loki está recrutando um exército para dominar a Terra. Ele mantém o Homem-Aranha e a equipe da S.H.I.E.L.D. ocupados lutando contra um bando de vilões.                                    |                               |                              |                              | |
| Lego Marvel Super Heroes: Avengers Reassembled | 18 de novembro de 2015 | Rob Silvertri                 | Mark Hoffmeier               | Mark Hoffmeier               | |
| Lego Marvel Super Heroes: Avengers Reassembled | Enredo: Os Vingadores são forçados a "farrear" com Ultron quando ele tenta separar a equipe assumindo o controle da armadura do Homem de Ferro e decretando um plano nefasto para dominar o mundo. |                               |                              |                              | |
| Lego Marvel Spider-Man: Vexed by Venom         | 3 de agosto de 2019 | Ken Cunningham, Andrew Duncan | Eugene Son, David Michelinie | Eugene Son, David Michelinie | Jason Cosler, Lars Danielsen, Jill Wilfert, Jennifer McCarron, Dan Buckley, Joe Quesada, Cort Lane      |
| Lego Marvel Spider-Man: Vexed by Venom         | Enredo: O Homem-Aranha precisa impedir que o Duende Verde e o Venom roubem tecnologia que pode destruir a cidade de Nova York.                                                                     |                               |                              |                              | |
| Lego Marvel Avengers: Climate Conundrum        | 27 de novembro de 2020 | Gavin Hignight                | Gavin Hignight               | Gavin Hignight               | Jason Cosler, Kalia Cheng, Jill Wilfert, Jennifer Twiner, Steve L. Grover, Sofia Finamore, Dan Langlois |
| Lego Marvel Avengers: Climate Conundrum        | Enredo: Os Vingadores enfrentam tempestades extremas quando uma força misteriosa rouba a máquina climática de Tony Stark para causar estragos no mundo.                                            |                               |                              |                              | |

### Outras animações (2010-2013)
| Outras animações                | Outras animações | Outras animações                                                                         | Outras animações                                                                                 | Outras animações                                         | Outras animações |
| Filme                           | Data de lançamento | Diretor                                                                                  | Roteiro                                                                                          | História por                                             | Produtores       |
| ------------------------------- | --- | ---------------------------------------------------------------------------------------- | ------------------------------------------------------------------------------------------------ | -------------------------------------------------------- | ---------------- |
| Marvel Super Heroes 4D          | 31 de maio de 2010 | Joshua Wexler                                                                            | Robert Henny, Joshua Wexler                                                                      | Robert Henny, Joshua Wexler                              |                  |
| Marvel Super Heroes 4D          | Enredo: Homem de Ferro, Miss Marvel, Hulk, Wolverine, Capitão América e Homem-Aranha são convidados ao Palácio de Buckingham para receber prêmios da Rainha Elizabeth II em reconhecimento aos seus serviços. Mas, em vez disso, os super-heróis precisam lutar contra robôs gigantes que atacam Londres. Mais tarde, o guardião dos palácios se revela como o Doutor Destino. Juntos, eles o derrotam e, quando o Homem de Ferro cai no chão, é salvo pela Miss Marvel.              |                                                                                          |                                                                                                  |                                                          |                  |
| Phineas and Ferb: Missão Marvel | 16 de agosto de 2013 | Robert F. Hughes Sue Perrotto Assistente de produção.: Derek Thompson, Russell Calabrese | Kyle Menke, Kaz, J.G. Orrantia, Joshua Pruett, Bernie Petterson, Eddie Pittman, Antoine Guilbaud | Martin Olson, Dani Vetere, Jim Bernstein, Scott Peterson | Sue Perrotto     |
| Phineas and Ferb: Missão Marvel | Enredo: Homem-Aranha, Homem de Ferro, Thor e Hulk vão para Danville após o último "inator" do Dr. Doofenshmirtz remover acidentalmente seus poderes e imobilizá-los. Agora cabe a Phineas e Ferb se unirem aos Super-Heróis da Marvel para ajudá-los a recuperar seus poderes e derrotar os vilões Marvel - Caveira Vermelha, Chicote Negro, Venom, e MODOK - que estão trabalhando em conjunto com o Dr. Doofenshmirtz para usar sua tecnologia de drenagem para estabelecer o caos. |                                                                                          |                                                                                                  |                                                          |                  |

#### Marvel Super Heroes 4D(2010)
Em 31 de maio de 2010, um filme 4-D animado intitulado Marvel Super Heroes 4D foi lançado no Madame Tussauds em Londres, com Homem-Aranha e o Homem de Ferro liderando os Vingadores contra o Doutor Destino. Em 26 de abril de 2012, uma versão atualizada do filme com uma trama diferente, com Homem-Aranha em uma participação menor, foi lançado no Madame Tussauds em Nova York. O filme possui Tom Kenny como a voz de Peter Parker / Homem-Aranha.

#### Phineas and Ferb: Missão Marvel(2013)
Na Comic-Con 2013, Dan Buckley, presidente da Marvel Worldwide, Inc anunciou o desenvolvimento de um telefilme com um crossover da série animada Phineas e Ferb, que apresentaria personagens da Marvel Entertainment. O filme foi exibido entre os dias 16 e 25 de agosto de 2013 no Disney Channel e Disney XD, com Drake Bell retomando seu papel de Peter Parker / Homem-Aranha das séries Ultimate Spider-Man e Avengers Assemble, ao lado de Danny Trejo como o simbionte Venom.

### Animações baseadas nos filmes
Algumas animações do Homem-Aranha baseadas nos filmes foram feitas, como Spider-Man: The New Animated Series (2003) e Your Friendly Neighborhood Spider-Man (2025). Outras animações, no entando, inspiraram os filmes, como Spider-Man: The Animated Series (1994), que inspirou Sam Raimi para o desevolvimento de Venom em Spider-Man 3 (2007).

## Séries de televisão
| Séries de televisão    | Séries de televisão | Séries de televisão | Séries de televisão | Séries de televisão | Séries de televisão                                                              |
| Série de televisão     | Data de lançamento | Diretor(es) | Roteiro | História por | Produtores                                                                       |
| ---------------------- | --- | --- | --- | --- | -------------------------------------------------------------------------------- |
| Spidey Super Stories   | Outubro de 1974 – 1977 | | | |                                                                                  |
| Spidey Super Stories   | Enredo: As histórias envolviam o super-herói mascarado frustrando personagens travessos envolvidos em pequenas atividades criminosas, embora às vezes os criminosos cometessem crimes mais sérios, como agressão ou furto. | | | |                                                                                  |
| The Amazing Spider-Man | 19 de setembro de 1977 – 6 de julho de 1979 | Tom Blank, Cliff Bole, Michael Caffey, Dennis Donnelly, Tony Ganz, Fernando Lamas, José Manduke, Don McDougall, Ron Satlof, Larry Stewart, EW Swackhamer | Tom Blank, Cliff Bole, Michael Caffey, Dennis Donnelly, Tony Ganz, Fernando Lamas, José Manduke, Don McDougall, Ron Satlof, Larry Stewart, EW Swackhamer | Tom Blank, Cliff Bole, Michael Caffey, Dennis Donnelly, Tony Ganz, Fernando Lamas, José Manduke, Don McDougall, Ron Satlof, Larry Stewart, EW Swackhamer | Charles Fries Productions, Dan Goodman Productions, Columbia Pictures Television |
| The Amazing Spider-Man | Enredo: Para seu lançamento em formato VHS, vários episódios da série foram combinados em pares. Por exemplo, "Photo Finish Part 1 e Part 2" e "A Matter of State Part 1 e Part 2" foram combinados em uma fita VHS e apresentados como um único episódio filme-comprimento. Para facilitar o salto entre as duas histórias não relacionadas em cada lançamento, a equipe de produção filmou novas cenas de ponte no Daily Bugle e as inseriu entre o conteúdo dos dois episódios combinados.Essas cenas nunca foram transmitidas, nem no percurso original da série, nem em qualquer repetição, Esta série foi exibida em Portugal em 1979 na RTP2, às terças-feiras, às 20 e 30, a seguir à abertura da emissão. | | | |                                                                                  |
| Spider-Man             | 17 de maio de 1978 – 14 de março de 1979 | Saburo Yatsude | Shozo Uehara, Susumu Takaku | Shozo Uehara, Susumu Takaku | Toei Company, Toei Advertising, Tokyo Channel 12                                 |
| Spider-Man             | Enredo: A história conta a vida de Takuya Yamashiro, um jovem motoqueiro que vê um OVNI cair na Terra, que na verdade é um nave chamada "Marveller" que vem do planeta "Spider". O pai de Takuya, Dr. Hiroshi Yamashiro, um arqueologista espacial, investiga o caso, mas é morto ao encontrar a nave espacial. O caso também desperta a atenção do Professor Monster (lit. "Professor Monstro") e do Iron Cross Army (鉄十字団, Tetsu Jūji Dan, lit. "Exército da Cruz de Ferro"), um grupo de aliens que querem dominar o mundo. Takuya também investiga e encontra Garia, o último guerreiro sobrevivente do planeta Spider, um mundo que foi destruído por Professor Monster e pelo Iron Cross Army. Garia explica que ele estava caçando o Professor Monster e ele injeta em Takuya um pouco seu próprio sangue, que dá a eles poderes de aranha. Então, Garia dá a ele um bracelete que ativa seu traje aranha, dispara teias e controla a nave Marveller (que também pode se transformar em um robô de batalha gigante chamado "Leopardon"). Usando seus poderes, Takuya, agora chamado de Homem-Aranha, protege a Terra de todas ameaças. | | | |                                                                                  |
| The Daily Bugle        | 19 de outubro de 2019 – 29 de abril de 2022 | Heather Traska, Jon Watts | Heather Traska, Jon Watts | Heather Traska, Jon Watts | Sony Pictures, Marvel Studios                                                    |
| The Daily Bugle        | Enredo: J. Jonah Jameson e Betty Brant apresentam o programa de televisão The Daily Bugle. | | | |                                                                                  |
| Spider-Noir            | 2026 | Oren Uziel, Steve Lightfoot | Oren Uziel, Steve Lightfoot | Oren Uziel, Steve Lightfoot | MGM+, Sony Pictures Television, Lord Miller Productions, Pascal Pictures         |
| Spider-Noir            | Enredo: Um investigador particular envelhecido e sem sorte luta com sua vida passada como o único super-herói na cidade de Nova York dos anos 1930. | | | |                                                                                  |

### Spidey Super Stories(1974-1977)
As histórias envolviam o super-herói mascarado frustrando personagens travessos envolvidos em pequenas atividades criminosas, embora às vezes os criminosos cometessem crimes mais sérios, como agressão ou furto. O elenco de The Electric Company interpretava os papéis dos vários personagens em cada história, com outro servindo como narrador. Em muitos desses esquetes, seguindo o estilo de escrita de Stan Lee, os espectadores eram tratados como "verdadeiros crentes".
Ao contrário de outras produções live-action e de desenhos animados do Homem-Aranha, esta versão do herói atirador de teias não falava em voz alta, comunicando-se apenas com balões de fala (tendo um papel semelhante ao de Clarabell, o Palhaço de Howdy Doody), a fim de encorajar os jovens espectadores a praticarem suas habilidades de leitura.  Devido às limitações orçamentárias da série, painéis de histórias em quadrinhos foram intercalados em cada esquete em vez de efeitos especiais. Além do próprio Homem-Aranha, nenhum personagem da série de quadrinhos apareceu em Spidey Super Stories.

### The Amazing Spider-Man(1977-1979)
Para seu lançamento em formato VHS, vários episódios da série foram combinados em pares. Por exemplo, "Photo Finish Part 1 e Part 2" e "A Matter of State Part 1 e Part 2" foram combinados em uma fita VHS e apresentados como um único episódio filme-comprimento. Para facilitar o salto entre as duas histórias não relacionadas em cada lançamento, a equipe de produção filmou novas cenas de ponte no Daily Bugle e as inseriu entre o conteúdo dos dois episódios combinados.Essas cenas nunca foram transmitidas, nem no percurso original da série, nem em qualquer repetição, Esta série foi exibida em Portugal em 1979 na RTP2, às terças-feiras, às 20 e 30, a seguir à abertura da emissão.

### Spider-Man(1978-1979)
A história conta a vida de Takuya Yamashiro, um jovem motoqueiro que vê um OVNI cair na Terra, que na verdade é um nave chamada "Marveller" que vem do planeta "Spider". O pai de Takuya, Dr. Hiroshi Yamashiro, um arqueologista espacial, investiga o caso, mas é morto ao encontrar a nave espacial. O caso também desperta a atenção do Professor Monster (lit. "Professor Monstro") e do Iron Cross Army (鉄十字団, Tetsu Jūji Dan; lit. "Exército da Cruz de Ferro"), um grupo de aliens que querem dominar o mundo.

### Spider-Noir(2026)
Um investigador particular envelhecido e sem sorte luta com sua vida passada como o único super-herói na cidade de Nova York dos anos 1930.

### Webséries

#### The Daily Bugle(2019-2022)
Também chamado de TheDailyBugle.net, é uma websérie do Universo Cinematográfico Marvel apresentada por J. Jonah Jameson (J.K. Simmons) e Betty Brant (Angourie Rice). A série estreou no TikTok e no YouTube entre outubro de 2019 e abril de 2022, apresentando elementos de dentro do UCM e da mitologia de personagens do Homem-Aranha.

## Curtas-metragens
| Curtas-metragens                        | Curtas-metragens        | Curtas-metragens | Curtas-metragens | Curtas-metragens | Curtas-metragens                          |
| Curta-metragem                          | Data de lançamento      | Diretor(es)      | Roteiro          | História por     | Produtores                                |
| --------------------------------------- | ----------------------- | ---------------- | ---------------- | ---------------- | ----------------------------------------- |
| Spider-Ham: Caught in a Ham             | 26 de fevereiro de 2019 | Miguel Jiron     | Miguel Jiron     | Miguel Jiron     | David Schulenburg                         |
| The Spider Within: A Spider-Verse Story | 27 de março de 2023     | Jarelle Dampier  | Khaila Amazan    | Khaila Amazan    | Michelle Raimo Kouyate, David Schulenburg |

### Spider-Ham: Caught in a Ham(2019)
Um curta-metragem baseado em Peter Porker / Porco-Aranha.

### The Spider Within: A Spider-Verse Story(2023)
Um curta-metragem lançado em 2023 sobre um pesadelo de Miles Morales.

## Jogos eletrônicos
Vários jogos eletrônicos baseado nos filmes do Homem-Aranha feitos para promovê-los foram lançados entre 2002 e 2019, inspirado em todos os filmes lançados entre estes anos. O primeiro jogo foi Spider-Man (2002), e o último foi o jogo em realidade virtual Spider-Man: Far From Home - Virtual Reality Experience (2019). A maioria destes jogos possuem suas histórias inspiradas nos enredos dos próprios filmes, exceto Homecoming - Virtual Reality Experience e Far From Home - Virtual Reality Experience. De 2002 a 2007, os jogos foram desenvolvidos pela Treyarch, de 2012 a 2014 foram desenvolvidos pela Beenox, ambos publicados pela Activision. De 2017 a 2019, os jogos foram desenvolvidos pela CreateVR e publicados pela Sony Pictures Virtual Reality.
Ports dos jogos The Amazing Spider-Man e The Amazing Spider-Man 2 foram lançados para iOS e Android, desenvolvidos e publicados pela Gameloft. Em 2019, os jogos foram removidos da Play Store e App Store, pois o contrato entre Gameloft e Sony expirou.
| Jogos eletrônicos                                      | Data de lançamento  | Publicadora(s)                | Desenvolvedora(s) | Baseado em                       |
| ------------------------------------------------------ | ------------------- | ----------------------------- | ----------------- | -------------------------------- |
| Spider-Man                                             | 16 de abril de 2002 | Activision                    | Treyarch          | Spider-Man (2002)                |
| Spider-Man 2                                           | 28 de junho de 2004 | Activision                    | Treyarch          | Spider-Man 2 (2004)              |
| Spider-Man 3                                           | 4 de maio de 2007   | Activision                    | Treyarch          | Spider-Man 3 (2007)              |
| The Amazing Spider-Man                                 | 26 de junho de 2012 | Activision                    | Beenox            | The Amazing Spider-Man (2012)    |
| The Amazing Spider-Man                                 | 28 de junho de 2012 | Gameloft                      | Gameloft          | The Amazing Spider-Man (2012)    |
| The Amazing Spider-Man 2                               | 17 de abril de 2014 | Activision                    | Beenox            | The Amazing Spider-Man 2 (2014)  |
| The Amazing Spider-Man 2                               | 2 de maio de 2014   | Gameloft                      | Gameloft          | The Amazing Spider-Man 2 (2014)  |
| Spider-Man: Homecoming - Virtual Reality Experience    | 30 de junho de 2017 | Sony Pictures Virtual Reality | CreateVR          | Spider-Man: Homecoming (2017)    |
| Spider-Man: Far From Home - Virtual Reality Experience | 25 de junho de 2019 | Sony Pictures Virtual Reality | CreateVR          | Spider-Man: Far From Home (2019) |

## Futuro

### Universo Cinematográfico Marvel

#### Spider-Man: Brand New Day(2026)
Está previsto para um novo filme do Homem-Aranha dentro do Universo Cinematográfico Marvel chamado Spider-Man: Brand New Day estrear em junho de 2026. Além disso, há várias especulações de que o Homem-Aranha de Tom Holland aparecerá em uma aparição rápida em Avengers: Doomsday (2026) e Avengers: Secret Wars (2027).

### Aranhaverso

#### Spider-Man: Beyond the Spider-Verse(2027)
Está previsto para um novo filme do Homem-Aranha dentro dos filmes animados do Aranhaverso chamado Spider-Man: Beyond the Spider-Verse estrear em 4 de junho de 2027. Em 2025, algumas imagens do filme foram divulgadas pela Sony.

### Séries de Televisão

#### Spider-Noir(2026)
Uma série de televisão no estilo noir baseada em Homem-Aranha Noir vai estrear em 2026, com Nicolas Cage interpretando um Homem-Aranha idoso em uma Nova York dos anos 1930. Em 2025, um teaser trailer em preto e branco foi divulgado, a série irá estrear no Prime Video.
Cage já havia interpretado o personagem Homem-Aranha Noir nos filmes Spider-Man: Into the Spider-Verse (2018) e sua sequência Spider-Man: Across the Spider-Verse (2023).

## Home media

Capa de uma das coleções da trilogia de Sam Raimi.

A trilogia de Sam Raimi foi lançada em DVD, sendo que os dois primeiros foram lançados exclusivamente como conjuntos de dois discos e em VHS, com o terceiro filme sendo lançado em edições de single e dois-discos. Todos os três filmes foram posteriormente empacotados em um box set "Motion Picture DVD Trilogy".
Homem-Aranha 3 foi inicialmente o único filme do Homem-Aranha a ser lançado individualmente no formato Blu-ray de alta definição. Os dois primeiros filmes foram disponibilizados em Blu-ray, mas apenas como parte de um box com o terceiro filme, chamado Spider-Man: The High-Definition Trilogy. Os dois primeiros filmes não possuíam recursos de bônus dos DVDs, embora Homem-Aranha 2 contenha os dois cortes do filme.
A Sony anunciou em 2 de abril de 2012 que os três filmes seriam relançados em 12 de junho de 2012. Os DVDs dos dois primeiros filmes reintegraram uma seleção dos recursos extras extraídos dos lançamentos anteriores de Blu-ray, embora a reedição de Homem-Aranha 3 não incluísse o disco bônus de características especiais adicionais que apareciam em versões Blu-ray anteriores.
Todos os três filmes que compõem a trilogia de Raimi estão disponíveis nos EUA no iTunes.

## Elenco e personagens
Indicador(es) de lista
Esta seção mostra os personagens que aparecerão ou apareceram em várias "franquias" dos filmes do Homem-Aranha.
- Uma célula vazia, cinza escuro, indica que o personagem não estava no filme ou que a presença oficial do personagem ainda não foi confirmada.
- A indica uma aparência através de imagens de arquivo.
- E indica uma aparência não incluída no corte teatral.

| Personagem                       | Live-action                               | Live-action                         | Live-action                       | Live-action                       | Live-action                                     | Live-action                               | Animação                                           |
| Personagem                       | Séries de televisão (1974-presente)       | Filmes feitos para a TV (1977–1981) | Trilogia de Sam Raimi (2002–2007) | Duologia de Marc Webb (2012–2014) | Universo Cinematográfico Marvel (2016–presente) | Universo Homem-Aranha da Sony (2018–2024) | Duologia do Aranhaverso (2018–presente)            |
| -------------------------------- | ----------------------------------------- | ----------------------------------- | --------------------------------- | --------------------------------- | ----------------------------------------------- | ----------------------------------------- | -------------------------------------------------- |
| Peter Parker Homem-Aranha        | Danny SeagrenNicholas HammondNicolas Cage | Nicholas Hammond                    | Tobey Maguire                     | Andrew Garfield                   | Tom Holland Tobey Maguire Andrew Garfield       | Tom Holland                               | Jake Johnson Nicolas Cage Chris Pine Jorma Taccone |
| Peter Parker Homem-Aranha        | Danny SeagrenNicholas HammondNicolas Cage | Nicholas Hammond                    | Tobey Maguire                     | Andrew Garfield                   | Tom Holland Tobey Maguire Andrew Garfield       | Tom Holland                               | Josh Keaton                                        |
| Takuya Yamashiro Homem-Aranha    | Shinji Todō                               | Shinji Todō                         |                                   |                                   |                                                 |                                           |                                                    |
| Miles Morales Homem-Aranha       |                                           |                                     |                                   |                                   |                                                 |                                           | Shameik MooreJharrel Jerome                        |
| Miguel O'Hara Homem-Aranha       |                                           |                                     |                                   |                                   |                                                 |                                           | Oscar Isaac                                        |
| Mary Jane Watson                 |                                           |                                     | Kirsten Dunst                     |                                   |                                                 |                                           | Zoë Kravitz                                        |
| Gwen Stacy Gwen-Aranha           |                                           |                                     | Bryce Dallas Howard               | Emma Stone                        |                                                 |                                           | Hailee Steinfeld                                   |
| Harry Osborn Duende Jr.          |                                           |                                     | James Franco                      | Dane DeHaan                       |                                                 |                                           |                                                    |
| May Parker                       | Jeff Donnell                              | Jeff Donnell                        | Rosemary Harris                   | Sally Field                       | Marisa Tomei                                    |                                           | Lily Tomlin                                        |
| Ben Parker                       |                                           |                                     | Cliff Robertson                   | Martin Sheen                      |                                                 | Adam Scott                                | Cliff Robertson                                    |
| Michelle Jones                   |                                           |                                     |                                   |                                   | Zendaya                                         |                                           |                                                    |
| J. Jonah Jameson                 | David WhiteRobert F. Simon                | David WhiteRobert F. Simon          | J. K. Simmons                     |                                   | J. K. Simmons                                   | J. K. Simmons                             | Stan LeeJ. K. Simmons                              |
| Flash Thompson                   |                                           |                                     | Joe Manganiello                   | Chris Zylka                       | Tony Revolori                                   |                                           |                                                    |
| Ned Leeds                        |                                           |                                     |                                   |                                   | Jacob Batalon                                   |                                           |                                                    |
| Liz Allen                        |                                           |                                     | Sally Livingstone                 |                                   | Laura Harrier                                   |                                           |                                                    |
| George Stacy                     |                                           |                                     | James Cromwell                    | Denis Leary                       |                                                 |                                           |                                                    |
| Robbie Robertson                 | Hilly HicksLamorne Morris                 | Hilly HicksLamorne Morris           | Bill Nunn                         |                                   |                                                 |                                           |                                                    |
| Frank Castle Justiceiro          |                                           |                                     | Thomas Jane                       |                                   | Jon Bernthal                                    |                                           |                                                    |
| Norman Osborn Duende Verde       |                                           |                                     | Willem Dafoe                      | Chris Cooper                      | Willem Dafoe                                    |                                           | Jorma Taccone                                      |
| Dr. Otto Octavius Doutor Octopus |                                           |                                     | Alfred Molina                     |                                   |                                                 |                                           | Kathryn Hahn                                       |
| Eddie BrockVenom                 |                                           |                                     | Topher Grace                      |                                   | Tom Hardy                                       | Tom Hardy                                 |                                                    |
| Flint Marko Homem Areia          |                                           |                                     | Thomas Haden Church               |                                   |                                                 |                                           |                                                    |
| Dr. Curt Connors Lagarto         |                                           |                                     | Dylan Baker                       | Rhys Ifans                        |                                                 |                                           |                                                    |
| Max Dillon Electro               |                                           |                                     |                                   | Jamie Foxx                        |                                                 |                                           |                                                    |
| Aleksei Sytsevich Rino           |                                           |                                     |                                   | Paul Giamatti                     |                                                 | Alessandro Nivola                         |                                                    |
| Adrian Toomes Abutre             |                                           |                                     |                                   |                                   | Michael Keaton                                  | Michael Keaton                            | Jorma Taccone                                      |
| Herman Schultz Shocker           |                                           |                                     |                                   |                                   | Bokeem Woodbine                                 |                                           |                                                    |
| Mac Gargan Escorpião             |                                           |                                     |                                   |                                   | Michael Mando                                   |                                           | Joaquín Cosío                                      |
| Aaron Davis Gatuno               |                                           |                                     |                                   |                                   | Donald Glover                                   |                                           | Mahershala Ali                                     |
| Quentin Beck Mysterio            |                                           |                                     | Bruce Campbell                    |                                   | Jake Gyllenhaal                                 |                                           |                                                    |
| Felicia Hardy Gata Negra         |                                           |                                     |                                   | Felicity Jones                    |                                                 |                                           |                                                    |
| Stan Lee                         | Stan Lee                                  | Stan Lee                            | Stan Lee                          | Stan Lee                          | Stan Lee                                        | Stan Lee                                  | Stan Lee                                           |

Stan Lee, um dos co-criadores do Homem-Aranha, apareceu em participações especiais em todos os filmes desde a trilogia de Raimi. Bruce Campbell, um colega de longa data de Sam Raimi, apareceu nos três filmes. Em Homem-Aranha, ele foi o locutor no ringue de luta romana em que Peter estava e deu a ele o nome "Homem-Aranha", em vez de "Aranha Humana" (o nome com o qual Peter queria ser apresentado). Em Homem-Aranha 2, ele era um funcionário que se recusa a deixar Peter entrar no teatro para a peça de Mary Jane quando chega atrasado. Em Homem-Aranha 3, Campbell aparece como um Maître francês. Após Homem-Aranha 4 ser cancelado, o personagem de Campbell teria sido revelado como Quentin Beck / Mystério.
1. ↑  Além disso, Max Charles interpreta Peter Parker quando criança nos dois filmes
2. ↑  Em junho de 2017, Holland, Feige e Watts declararam que a criança (interpretada por Max Favreau) usando uma máscara do Homem de Ferro que Stark salva de um drone em Homem de Ferro 2, era Peter Parker, retroativamente tornando-a a introdução do personagem para o MCU.
3. ↑  Aparição cameo em Let There Be Carnage, não creditado.
4. ↑  Este Homem-Aranha é conhecido como "Peter B. Parker"
5. ↑  Este Peter Parker é conhecido como Homem-Aranha Noir.
6. ↑  Este Homem-Aranha é conhecido como "Peter Parker".
7. ↑  Este Homem-Aranha, declarado Peter Parker, é creditado como "Último Cara".
8. ↑  Este Homem-Aranha, declarado Peter Parker, é creditado como "The Spectacular Spider-Man".
9. ↑  Além disso, uma aluna da turma universitária de Peter Parker em Homem-Aranha 2, interpretada por Brianna Brown, é identificada como Gwen Stacy na novelização do filme.
10. ↑  Embora o ator tenha falecido em 2011, trechos de sua voz foram usadas em Into the Spider-Verse (2018), e imagens de sua versão de Ben foram usadas em Across the Spider-Verse (2023).
11. ↑  Creditada como "Girl in Bus" nos créditos de Homem-Aranha (2002).
12. ↑  Como personagem secundário e easter egg de Homem-Aranha 2 (2004).
13. ↑  A versão de Doutor Octopus em Homem-Aranha 2 é "Otto Octavius", como apareceu no material-fonte, enquanto a versão em Spider-Man: Into the Spider-Verse é feminina, chamada de "Olivia Octavius".
14. ↑  Aparece fazendo aparições cameo nos três filmes de Sam Raimi, era para ser revelado como Quentin Beck / Mysterio no filme cancelado Spider-Man 4.

### Filmes de Sam Raimi

#### Peter Parker / Homem-Aranha

Maguire interpretando o personagem.

Holland interpretando o personagem.

Peter Benjamin Parker nasceu em Nova York, conhecido como Homem-Aranha, Cabeça de Teia, Peter 2 e Amigo da Vizinhança Homem-Aranha, ganhou poderes de aranha em 2002 após ser picada por uma, se tornando o Homem-Aranha. Entre 2002 e 2007, ele enfrentou Norman Osborn / Duende Verde, Dr. Otto Octavius / Doutor Octopus, Harry Osborn / Novo Duende, Flint Marko / Homem Areia e Eddie Brock / Venom. Anos depois, lutou contra Osborn, Octavius e vilões do Homem-Aranha do Webb-Verse, como Max Dillon / Electro e Dr. Curt Connors / Lagarto na Terra-616 (Universo Cinematográfico Marvel).

#### Eddie Brock / Venom
Eddie Brock é um ex-repórter nova iorquino e ex-funcionário do Clarim Diário, demitido após fazer uma montagem em uma fotografia do Homem-Aranha, mostrando o mesmo roubando um banco, Peter Parker, o fotógrafo do Clarim, prova que a foto é falsa, Eddie então criou raiva por Peter. Brock se uniu ao simbionte alienígena, que também possuía raiva de Parker após ser abandonado pelo mesmo, se tornando o Venom.

#### Norman Osborn / Duende Verde
Norman Virgil Osborn foi um cientista e presidente da Oscorp Industries, uma empresa de pesquisas militares. Ele produziu um soro capaz de amplificar suas habilidades, porém, acaba se transformando no Duende Verde. Osborn lutou três vezes contra o herói Homem-Aranha em 2002, onde morreu empalado por seu planador. Foi levado junto com outros vilões do Homem-Aranha ao Universo Cinematográfico Marvel, onde assassinou May Parker com uma bomba, Parker (MCU) quase o mata com seu planador, sendo impedido por Parker (Raimi), ele foi levado de volta a seu universo onde finalmente morreu.

#### Dr. Otto Octavius / Doutor Octopus
Dr. Otto Gunther Octavius foi um cientista da Oscorp Industries, ele produziu braços robóticos que acabaram controlando a sua mente, o transformando em um vilão. Ele batalhou algumas vezes contra o Homem-Aranha (Raimi), onde sequestrou Mary Jane Watson e tentou criar um reator de fusão que quase destruiu a cidade de Nova York, mas foi impedido por Parker. Ele fez a máquina ser levada a um rio, onde morreu afogado. Antes de morrer, foi levado junto a outros vilões para o MCU, onde teve sua mente recuperada por Peter Parker (MCU).

### Filmes de Marc Webb

#### Peter Parker / Homem-Aranha
Peter Benjamin Parker nasceu em Nova York, conhecido como Homem-Aranha, Cabeça de Teia, Peter 3 e O Espetacular Homem-Aranha, foi abandonado pelos pais e foi cuidado pelos seus tios Ben e May Parker. Ganhou poderes de aranha em 2012 após ser picada por uma na Oscorp, se tornando o Homem-Aranha após o assassinato de seu tio Ben. Logo depois de ganhar os poderes, houve um romance com Gwen Stacy, filha do capitão e chefe de polícia de Nova York George Stacy, Parker foi perseguido pela polícia até se juntarem para impedir o Dr. Curt Connors / Lagarto. Dois anos depois, Max Dillon cai em um tanque de enguías elétricas, se tornando o Electro, que jura matar o Homem-Aranha, enquanto isso, Norman Osborn morre por uma doença genética, e seu filho, Harry Osborn, vai herdar a doença e futuramente morrer. Harry pede o sangue do Homem-Aranha, que é incompatível, ao injetar o sangue, Osborn se torna o Duende Verde, se aliando a Electro e causando um caos em Nova York. Após Peter lutar e ganhar de Electro, Harry ataca Peter e joga Gwen Stacy do alto de uma torre, matando-a, Peter vence do vilão. No final de 2014, Parker luta contra o vilão Rino. Anos depois, Peter é levado a Terra-616 (Universo Cinematográfico Marvel), se aliando a Peter Parker (Raimi-Verse) e Peter Parker (MCU), os três lutam contra Connors, Dillon, Osborn (Raimi-Verse), Octavius e Marko.

#### Dr. Curt Connors / Lagarto
Dr. Curt Connors é um ex-cientista da Oscorp Industries que se tornou um lagarto gigante após fazer um soro para fazer seu braço que havia perdido em um experimento crescer novamente. Foi junto à outros vilões para o UCM e lutou contra os três Homens-Aranhas do cinema em Spider-Man: No Way Home (2021).

#### Max Dillon / Electro
Max Dillon é um ex-engenheiro eletrico da Oscorp Industries que se conseguiu poderes elétricos após cair em um tanque de enguias elétricas. Ele batalhou contra o Homem-Aranha (Webb) na Times Square e em um campo de eletricidade da Oscorp, perdendo de vez na última batalha, mesmo possuindo a ajuda de Harry Osborn / Duende Verde. Foi junto à outros vilões para o UCM e lutou contra os três Homens-Aranhas do cinema em Spider-Man: No Way Home (2021).

#### Harry Osborn / Duende Verde
Harry Virgil Osborn é um ex-presidente da Oscorp Industries que possui uma doença genética herdada por seu pai, Norman Osborn, que está lentamente o-matando, ele extraiu uma vacina contendo o sangue do Homem-Aranha (Webb), se tornando o vilão Duende Verde pois seu sangue não era compatível com o de Peter. Atualmente estando preso em Ravencroft Institute por ter invadido a Oscorp e ter ajudado Max Dillon / Electro com sua missão de controlar a cidade de Nova York, além de ter assassinado Gwen Stacy, tentou montar um grupo de vilões chamado Sexteto Sinistro, embora ele tenha falhado em sua missão.

### Universo Cinematográfico Marvel

#### Peter Parker / Homem-Aranha
Peter Benjamin Parker nasceu em Nova York, conhecido como Homem-Aranha, Cabeça de Teia e Peter 1, morava com sua tia May e foi picado por uma aranha em algum momento da década de 2010, Parker então se torna o Homem-Aranha após lutar contra Steve Rogers / Capitão América ao lado de Tony Stark / Homem de Ferro em Berlim. 6 meses depois, Peter luta contra Adrian Toomes / Abutre, pai de seu interesse romântico Liz Allen, e Herman Schultz / Shocker. Após vencer os vilões, Stark oferece ao jovem uma vaga para entrar aos Vingadores, o que ele rejeita. Um ano depois, ele vai ao espaço e luta contra Thanos ao lado de Tony Stark, Dr. Stephen Strange / Doutor Estranho e os Guardiões da Galáxia, eles perdem e o herói morre no blip. Cinco anos depois, Parker revive e ajuda os heróis na Batalha da Terra, eles vencem. Alguns meses depois, Parker vai as férias com sua turma na Europa, ele recebe a visita de Nick Fury para uma missão com a ajuda do super-herói Quentin Beck / Mysterio, Peter descobre que Mysterio usa ilusões a partir de drones criados pelas Industrias Stark. Após derrotar Mysterio, ele volta a Nova York, onde descobre que Beck fez um vídeo falso onde dizia que o Homem-Aranha o matou e no final, ele revela que Peter Parker é o Homem-Aranha. Após isso, Parker vai até o Doutor Estranho, que faz um feitiço de esquecimento, que falha e trás pessoas de outros universos que sabem a identidade de Parker, o que inclui Peter Parker (Raimi-Verse), Peter Parker (Webb-Verse), Norman Osborn (Raimi-Verse), Dr. Otto Octavius (Raimi-Verse), Max Dillon (Webb-Verse), Dr. Curt Connors (Webb-Verse), Eddie Brock e Venom (Universo Homem-Aranha da Sony), embora estes dois últimos não tenham chegado a conhecer Peter pessoalmente. Parker leva os vilões para o apartamento de Happy Hogan, o ex-chefe de segurança de Tony Stark, Peter e Norman tentam desenvolver uma cura para todos. Embora tudo esteja parecendo estar tudo bem, Parker sente algo vindo do seu "sentido-aranha" e é atacado pelos vilões, no que resulta na morte da sua tia May. Sua namorada Michelle "MJ" Jones e seu melhor amigo Ned Leeds sem querer abrem portais que trazem os outros Homens-Aranhas do cinema (Raimi e Webb), eles vão até Parker (MCU) e juntos derrotam os vilões na Estátua da Liberdade, Strange então faz um novo feitiço que levam os heróis e vilões de volta para seus universos e faz todos esquecerem da existência de Peter Parker. Agora vivendo sozinho em um apartamento em Nova York, ele faz um novo uniforme inspirado nos trajes de suas contrapartes e atua pela cidade de Nova York.

##### Acordo entre Sony e Disney sobre o uso de Wilson Fisk / Rei do Crime
O personagem Wilson Fisk / Rei do Crime é um vilão e personagem derivado do Homem-Aranha e do Demolidor. Após a 20th Century Fox devolver os direitos cinematográficos do Demolidor para a Disney em 2010, um acordo entre a Sony e a Disney foi feito para a divisão do personagem. A Sony pode utilizar o vilão em filmes (live-actions ou animados) enquanto a Disney pode utilizar o Rei do Crime para qualquer mídia que envolva o Demolidor, no entanto, o acordo do ator Vincent D'Onofrio para interpretar o personagem no Universo Cinematográfico Marvel diz que ele só pode aparecer em séries de televisão ligadas ao Demolidor, como Daredevil (2015), Hawkeye (2021), Echo (2024) e Daredevil: Born Again (2025).

### Aranhaverso

#### Miles Morales / Homem-Aranha
Miles Morales nasceu em Nova York, conhecido como Homem-Aranha após a morte de Peter Parker (Terra-1610). Após ganhar os poderes, conheceu versões alternativas do Homem-Aranha vindo de outras partes do Multiverso.

Gwen Stacy em Into the Spider-Verse.

#### Gwen Stacy / Mulher-Aranha
Gwendolyne Maxine Stacy nasceu em Nova York, conhecida como Mulher-Aranha (em seu universo) e Gwen-Aranha (fora de seu universo). Foi levada a Terra-1610, onde conheceu versões alternativas do Homem-Aranha, se juntou a Sociedade-Aranha de Miguel O'Hara / Homem-Aranha 2099.

### Universo Homem-Aranha da Sony

#### Eddie Brock / Venom
Eddie Brock é um ex-repórter nova iorquino que morou em São Francisco, ex-marido de Anne Weying que se uniu ao simbionte alienígena Venom em 2018. Brock e Venom lutaram contra Carlton Drake / Riot, Cletus Kasady / Carnificina e capangas de Knull, o Deus dos Simbiontes. Enquanto estavam no México, foram teletransportados para o Universo Cinematográfico Marvel a partir do feitiço falho do Doutor Estranho, mas os dois foram levados de volta após Strange fazer um novo feitiço.

### Dublagem (Brasil)
Todos os filmes do Homem-Aranha (no Brasil) foram dublados pelo estúdio Delart com a maior parte das dublagens sendo dirigidas por Manolo Rey.

#### Trilogia de Sam Raimi (2002-2007)
- Peter Parker / Homem-Aranha - Manolo Rey
- Mary Jane Watson - Sylvia Salustti
- Norman Osborn / Duende Verde - Jorge Lucas
- Dr. Otto Octavius / Doutor Octopus - Roberto Macedo
- Eddie Brock / Venom - Philippe Maia
- Flint Marko / Homem Areia - Márcio Simões
- Harry Osborn / Duende Jr. - Clécio Souto
- May Parker - Selma Lopes
- Ben Parker - Jomeri Pozzoli
- J. Jonah Jameson - José Santa Cruz
- Flash Thompson - Guilherme Briggs
- Gwen Stacy - Fernanda Baronne

#### Duologia de Marc Webb (2012-2014)
- Peter Parker / Homem-Aranha - Sérgio Cantú
- Gwen Stacy - Mariana Torres
- Max Dillon / Electro - Duda Ribeiro
- Harry Osborn / Duende Verde - Felipe Drummond
- Dr. Curt Connors / Lagarto - Eduardo Borgerth
- Aleksei Sytsevich / Rino - Márcio Simões
- May Parker - Mariangela Cantú
- Ben Parker - Mauro Ramos
- George Stacy - Hércules Franco
- Flash Thompson - Marcos Souza
- Felicia Hardy - Flávia Fontenelle

#### Universo Cinematográfico Marvel (2016-presente)
- Peter Parker / Homem-Aranha - Wirley Contaifer
- Michelle Jones - Ana Elena Bittencourt
- Quentin Beck / Mysterio - Philippe Maia
- Adrian Toomes / Abutre - Garcia Júnior
- Norman Osborn / Duende Verde - Jorge Lucas
- Dr. Otto Octavius / Doutor Octopus - Maurício Berger
- Ned Leeds - Fred Mascarenhas
- Happy Hogan - Mário Tupinambá
- Tony Stark / Homem de Ferro - Marco Ribeiro
- May Parker - Andrea Murucci
- Nick Fury - Márcio Simões
- J. Jonah Jameson - Carlos Gesteira e José Santa Cruz
- Eddie Brock / Venom - Guilherme Briggs
- Steve Rogers / Capitão América - Duda Espinoza

#### Universo Homem-Aranha da Sony (2018-2024)
- Eddie Brock / Venom - Guilherme Briggs
- Dr. Michael Morbius - Clécio Souto
- Sergei Kravinoff / Kraven - Felipe Drummond
- Cassandra Webb / Madame Teia - Gabriela Medeiros
- Carlton Drake / Riot - Fernando Lopes
- Cletus Kasady / Carnificina - Hércules Franco
- Knull, o Deus dos Simbiontes - Garcia Júnior
- Frances Barrison / Shriek - Izabel Lira
- Patrick Mulligan / Toxina - Sérgio Moreno
- Lucien / Milo - Thadeu Matos
- Ezekiel Sims - Clécio Souto
- Dmitri Smerdyakov / Camaleão - Pablo Argôllo
- Aleksei Sytsevich / Rino - Nando Sierpe
- Adrian Toomes / Abutre - Garcia Júnior
- Ben Parker - Raphael Rossatto
- Bartender (Terra-199999[a]) e (Terra-688[b]) - Rafael Rodrigo
- J. Jonah Jameson - Carlos Gesteira

#### Aranhaverso (2018-presente)
- Miles Morales / Homem-Aranha (Terra-1610) - Cadu Paschoal
- Peter B. Parker / Homem-Aranha (Terra-616) - Fernando Lopes
- Gwen Stacy / Gwen-Aranha - Luiza Cesar
- Miguel O'Hara / Homem-Aranha 2099 - Philippe Maia
- Peter Parker / Homem-Aranha (Terra-1610) - Manolo Rey
- Peter Parker / Homem-Aranha Noir - Ricardo Schnetzer
- Hobie Brown / Aranha-Punk - Renan Freitas
- Jessica Drew / Mulher-Aranha - Carol Crespo
- Pavitr Prabhakar / Homem-Aranha Índia - Marcus Eni
- Peni Parker / SP//dr - Ana Elena Bittencourt
- Peter Porker / Porco-Aranha - Paulo Vignolo
- Ben Reilly / Aranha-Escarlate - Wendel Bezerra
- Dr. Jonathan Ohnn / O Mancha - Yan Gesteira
- Wilson Fisk / Rei do Crime - Guilherme Lopes
- Miles G. Morales / Gatuno (Terra-42) - Marcelo Grativol
- Peter Parker / Homem-Aranha (Terra-67) - Léo Martins

### Dobragem (Portugal/PALOP)
Nota: Caso haja erro na escrita dos nomes das personagens em Português Europeu, por favor ajustar para o nome correto.
Dobragens dos filmes do Homem-Aranha (em Portugal e na PALOP).

#### Trilogia de Sam Raimi (2002-2007)
- Peter Parker / Homem-Aranha - João Tempera
- Mary Jane Watson - Helena Montez
- Harry Osborn - Gonçalo Waddington
- May Parker - Fernanda Montemor
- Ben Parker - António Marques
- J. Jonah Jameson e Norman Osborn / Duende Verde - Paulo B.
- Dr. Otto Octavius / Dr. Octopus - José Neves
- Eddie Brock / Venom - Tiago Felizardo
- Flint Marko / Homem Areia - João Craveiro Reis

#### Duologia de Marc Webb (2012-2014)
- Peter Parker / Homem-Aranha - Pedro Leitão

#### Universo Cinematográfico Marvel (2016-presente)
- Peter Parker / Homem-Aranha - Tiago Teotónio Pereira

#### Aranhaverso/Universo-Aranha (2018-presente)
- Miles Morales / Homem-Aranha - Fábio Silva
- Peter B. Parker / Homem-Aranha - Bruno Ferreira
- Gwen Stacy / Gwen-Aranha - Daniela Melchior
- Miguel O'Hara / Homem-Aranha 2099 - Pêpê Rapazote
- Peter Parker / Homem-Aranha Noir - João Reis
- Peter Porker / Porco-Aranha - Nuno Markl
- Peni Parker / SP//dr - Ana Catarina Afonso
- Wilson Fisk / Rei do Crime - Tobias Monteiro
- Peter Parker / Homem-Aranha (Terra-67) - Diogo Beja

### Uniformes

#### Telefilmes estrelando Nicholas Hammond

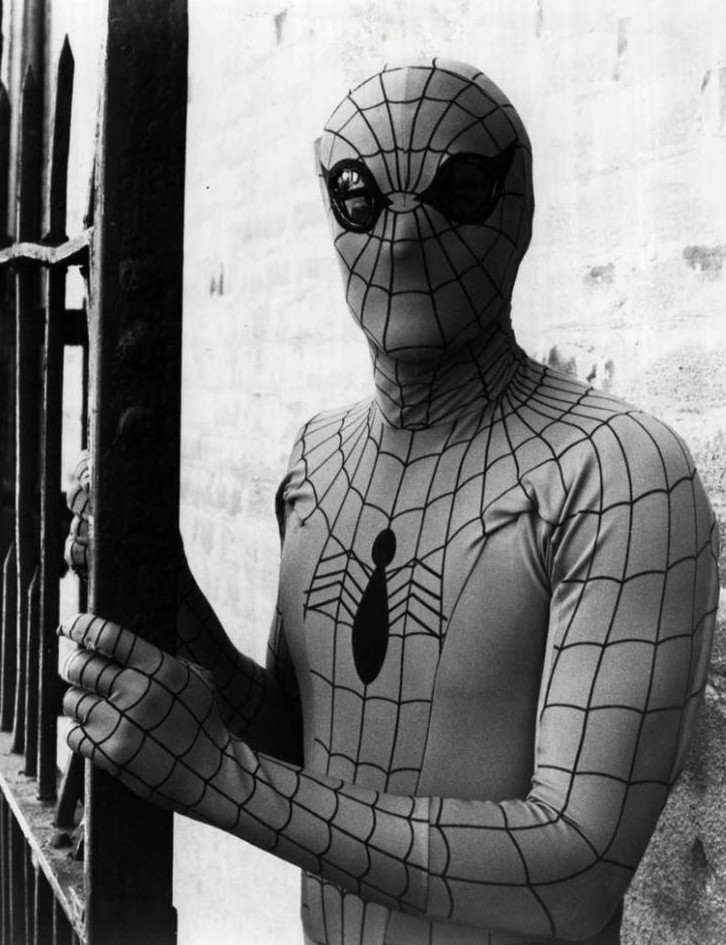
Foto em preto e branco

O traje de Hammond possui lentes pretas com cores vivas e coloridas, luvas e botas separadas do resto da fantasia e uma espécie de máscara costurada por cima de seu rosto. Além disso, o traje possui lançadores de teia e um cinto.

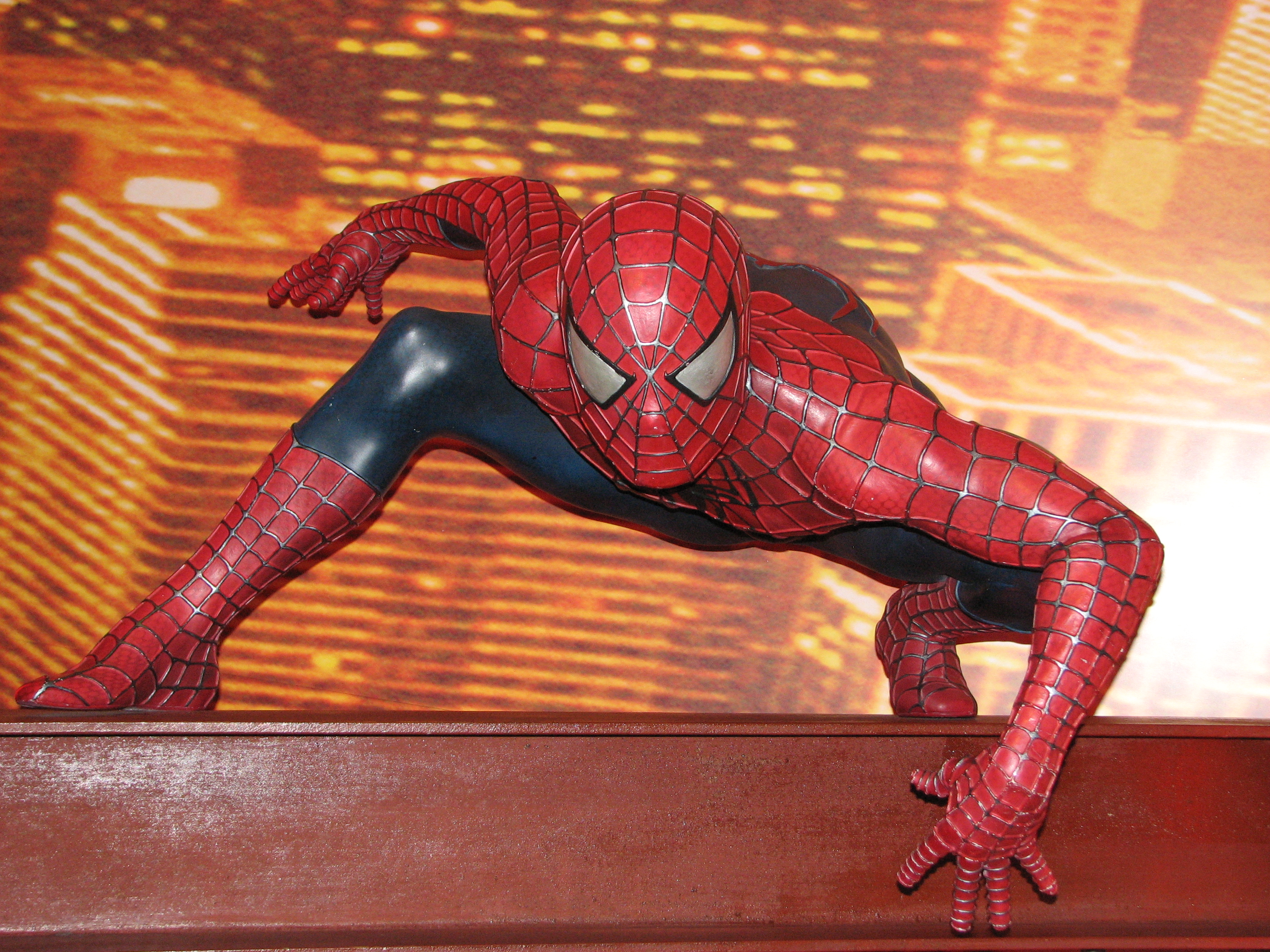
Traje de Tobey Maguire

#### Filmes estrelando Tobey Maguire
O traje de Tobey Maguire possui lentes quadriculadas chegando a um tom mais alaranjado, o traje recebe pequenas mudanças durante seus três filmes, em Homem-Aranha (2002), a aranha do peito é menor quando comparada a de Homem-Aranha 2 (2004) e Homem-Aranha 3 (2007). As teias em volta da roupa são feitas em relevo, possuindo um destaque prateado.
Em Spider-Man 3, Maguire usou um uniforme preto ao se juntar com o simbionte Venom, o traje é o mesmo vermelho e azul usado por Tobey, porém preto e branco.

#### Filmes estrelando Andrew Garfield
Os dois trajes de Andrew Garfield possuem bastante diferenças, o traje utilizado em The Amazing Spider-Man (2012) possui lentes pequenas, uma aranha grande no peito e uma coloração mais escura. O diretor 
Marc Webb disse que o traje era para ser mais realista e caseiro quando comparado ao de Tobey Maguire, muitas críticas foram feitas ao traje. O seu segundo traje possui lentes grandes, uma aranha grande no peito e uma coloração mais viva quando comparado a seu outro traje. O traje também possui muitas teias pelo corpo. O uniforme recebeu críticas positivas pelo público.

#### Filmes estrelando Tom Holland
Tom Holland é o ator que possuiu mais trajes em sua carreira interpretando Homem-Aranha, em Captain America: Civil War (2016), Holland usou um traje diferente nas gravações, que depois foi alterado com CGI. Em Spider-Man: Homecoming (2017), vemos um traje da Aranha de Ferro no final do filme, o traje foi utilizado em Avengers: Infinity War (2018), Avengers: Endgame (2019), Spider-Man: Far From Home (2019) e Spider-Man: No Way Home (2021). Em Spider-Man: Far From Home (2019), Holland usou um traje vermelho e preto, que ele utilizou até No Way Home, onde Dr. Otto Octavius fundiu os trajes da Aranha de Ferro com o vermelho e preto, criando o Traje Híbrido. No final de No Way Home, um traje feito por Parker aparece, vermelho e azul vibrante com uma aranha grande no peito, inspirado nos trajes de Andrew Garfield e Tobey Maguire, o traje será utilizado em Spider-Man: Brand New Day (2026).

## Equipe técnica
| Diretor               | Sam Raimi                   | Sam Raimi                                                                         | Sam Raimi                                                                           | Marc Webb                                                                               | Marc Webb | Jon Watts | Jon Watts | Jon Watts                                                                                   | Bob Persichetti, Peter Ramsey, Rodney Rothman                            |
| Produtor              | Laura Ziskin, Ian Bryce     | Laura Ziskin, Avi Arad                                                            | Laura Ziskin, Avi Arad, Grant Curtis                                                | Laura Ziskin, Avi Arad, Matt Tolmach                                                    | Avi Arad, Matt Tolmach | Kevin Feige, Amy Pascal | Kevin Feige, Amy Pascal                                                                                       | Kevin Feige, Amy Pascal                                                                     | Avi Arad, Amy Pascal, Phil Lord, Christopher Miller, Christina Steinberg |
| Produtor executivo    | Avi Arad, Stan Lee          | Stan Lee, Kevin Feige, Joseph M. Caracciolo                                       | Stan Lee, Kevin Feige, Joseph M. Caracciolo                                         | Stan Lee, Kevin Feige, Michael Grillo                                                   | E. Bennett Walsh, Stan Lee, Alex Kurtzman, Roberto Orci                                                                        | Louis D’Esposito, Victoria Alonso, Patricia Whitcher, Jeremy Latcham, Avi Arad, Matt Tolmach, Stan Lee                                                                | Louis D'Esposito, Victoria Alonso, Thomas M. Hammel, Eric Hauserman Carroll, Stan Lee, Avi Arad, Matt Tolmach | Louis D'Esposito, Victoria Alonso, JoAnn Perritano, Rachel O'Connor, Avi Arad, Matt Tolmach | Will Allegra, Brian Michael Bendis, Stan Lee                             |
| Escritor              | Roteiro de: David Koepp     | Roteiro de: Alvin Sargent História de: Alfred Gough, Miles Millar, Michael Chabon | Roteiro de: Sam Raimi, Ivan Raimi, Alvin Sargent História de: Sam Raimi, Ivan Raimi | Roteiro de: James Vanderbilt, Alvin Sargent, Steve Kloves História de: James Vanderbilt | Roteiro de: Alex Kurtzman, Roberto Orci, Jeff Pinkner História de: Alex Kurtzman, Roberto Orci, Jeff Pinkner, James Vanderbilt | Roteiro de: John Francis Daley Jonathan M. Goldstein, Jon Watts, Christopher Ford, Chris McKenna, Erik Sommers História de: John Francis Daley, Jonathan M. Goldstein | Roteiro de: Chris McKenna, Erik Sommers                                                                       | Roteiro de: Chris McKenna, Erik Sommers                                                     | Roteiro de: Phil Lord, Rodney Rothman História de: Phil Lord             |
| Compositor            | Danny Elfman                | Danny Elfman                                                                      | Christopher Young                                                                   | James Horner                                                                            | Hans Zimmer, Pharrell Williams, Johnny Marr, Junkie XL, Mike Einziger, Steve Mazzaro, Andrew Kawczynski                        | Michael Giacchino | Michael Giacchino                                                                                             | Michael Giacchino                                                                           | Daniel Pemberton                                                         |
| Diretor de fotografia | Don Burgess                 | Bill Pope                                                                         | Bill Pope                                                                           | John Schwartzman                                                                        | Dan Mindel | Salvatore Totino | Matthew J. Lloyd                                                                                              | Mauro Fiore                                                                                 |                                                                          |
| Editor                | Bob Murawski, Arthur Coburn | Bob Murawski                                                                      | Bob Murawski                                                                        | Alan Edward Bell, Michael McCusker, Pietro Scalia                                       | Pietro Scalia | Dan Lebental, Debbie Berman | Dan Lebental, Leigh Folsom-Boyd                                                                               | Jeffrey Ford Leigh Folsom Boyd                                                              | Robert Fisher Jr.                                                        |

## Recepção

### Bilheteria
| Filme                               | Data de lançamento nos EUA | Arrecadação             | Arrecadação           | Arrecadação           | Ranking geral         | Ranking geral         | Orçamento             | Ref.                  |
| Filme                               | Data de lançamento nos EUA | Estados Unidos e Canadá | Outros territórios    | Total                 | EUA e Canadá          | Mundial               | Orçamento             | Ref.                  |
| Trilogia de Sam Raimi               | Trilogia de Sam Raimi      | Trilogia de Sam Raimi   | Trilogia de Sam Raimi | Trilogia de Sam Raimi | Trilogia de Sam Raimi | Trilogia de Sam Raimi | Trilogia de Sam Raimi | Trilogia de Sam Raimi |
| ----------------------------------- | -------------------------- | ----------------------- | --------------------- | --------------------- | --------------------- | --------------------- | --------------------- | --------------------- |
| Spider-Man                          | 3 de maio de 2002          | $403,706,375            | $418,002,176          | $821,708,551          | 21                    | 54                    | $140 milhões          | [ 164 ]               |
| Spider-Man 2                        | 30 de junho de 2004        | $373,585,825            | $410,180,516          | $783,766,341          | 29                    | 58                    | $200 milhões          | [ 165 ]               |
| Spider-Man 3                        | 4 de maio de 2007          | $336,530,303            | $554,341,323          | $890,871,626          | 41                    | 41                    | $258 milhões          | [ 166 ]               |
| Duologia de Marc Webb               |                            |                         |                       |                       |                       |                       |                       |                       |
| The Amazing Spider-Man              | 3 de julho de 2012         | $262,030,663            | $495,900,000          | $757,930,663          | 85                    | 69                    | $149 milhões          | [ 167 ]               |
| The Amazing Spider-Man 2            | 2 de maio de 2014          | $202,853,933            | $506,128,390          | $708,982,323          | 163                   | 84                    | $250 milhões          | [ 168 ]               |
| Universo Cinematográfico Marvel     |                            |                         |                       |                       |                       |                       |                       |                       |
| Spider-Man: Homecoming              | 7 de julho de 2017         | $334,201,140            | $545,965,784          | $880,166,924          | 52                    | 62                    | $175 milhões          | [ 169 ]               |
| Spider-Man: Far From Home           | 2 de julho de 2019         | $ 390.532.085           | $ 741.395.911         | $ 1.131.927.996       | 38                    | 23                    | $ 160 milhões         | [ 170 ]               |
| Spider-Man: No Way Home             | 17 de dezembro de 2021     | $797,543,553            | $1,087,000,000        | $1,884,543,553        | 3                     | 6                     | $200 million          |                       |
| Filmes do Aranhaverso               |                            |                         |                       |                       |                       |                       |                       |                       |
| Spider-Man: Into the Spider-Verse   | 14 de dezembro de 2018     | $ 190.241.310           | $ 185.299.521         | $ 375.540.831         | 228                   | 326                   | $ 90 milhões          | [ 171 ]               |
| Spider-Man: Across the Spider-Verse | 2 de junho de 2023         | $ 381.311.319           | $ 309.230.984         | $ 690.542.303         | 86                    | 368                   | $ 100 milhões         | [ 172 ]               |
| Total                               | Total                      | $3,294,541,672          | $4,962,535,480        | $8,947,901,890        | 6                     | 6                     | $1.702 bilhões        | [ 173 ] [ 174 ]       |

### Crítica
| Filme                             | Rotten Tomatoes       | Metacritic            | CinemaScore           |                       |                       |
| Trilogia de Sam Raimi             | Trilogia de Sam Raimi | Trilogia de Sam Raimi | Trilogia de Sam Raimi | Trilogia de Sam Raimi | Trilogia de Sam Raimi |
| --------------------------------- | --------------------- | --------------------- | --------------------- | --------------------- | --------------------- |
| Homem-Aranha                      | 89% (237 resenhas)    | 73 (38 resenhas)      | A−                    |                       |                       |
| Homem-Aranha 2                    | 94% (266 resenhas)    | 83 (41 resenhas)      | A−                    |                       |                       |
| Homem-Aranha 3                    | 63% (251 resenhas)    | 59 (40 resenhas)      | B+                    |                       |                       |
| Duologia de Marc Webb             |                       |                       |                       |                       |                       |
| The Amazing Spider-Man            | 72% (309 resenhas)    | 66 (42 resenhas)      | A−                    |                       |                       |
| The Amazing Spider-Man 2          | 52% (282 resenhas)    | 53 (49 resenhas)      | B                     |                       |                       |
| Universo Cinematográfico Marvel   |                       |                       |                       |                       |                       |
| Spider-Man: Homecoming            | 92% (290 resenhas)    | 73 (51 resenhas)      | A                     |                       |                       |
| Spider-Man: Far From Home         | 91% (427 resenhas)    | 69 (55 resenhas)      | A                     |                       |                       |
| Spider-Man: No Way Home           | 93% (402 avaliações)  | 71 (58 comentários)   | A+                    |                       |                       |
| Filmes de animação: Spider-Verse  |                       |                       |                       |                       |                       |
| Spider-Man: Into the Spider-Verse | 97% (375 resenhas)    | 87 (50 resenhas)      | A+                    |                       |                       |